# ギャリソンキャップ

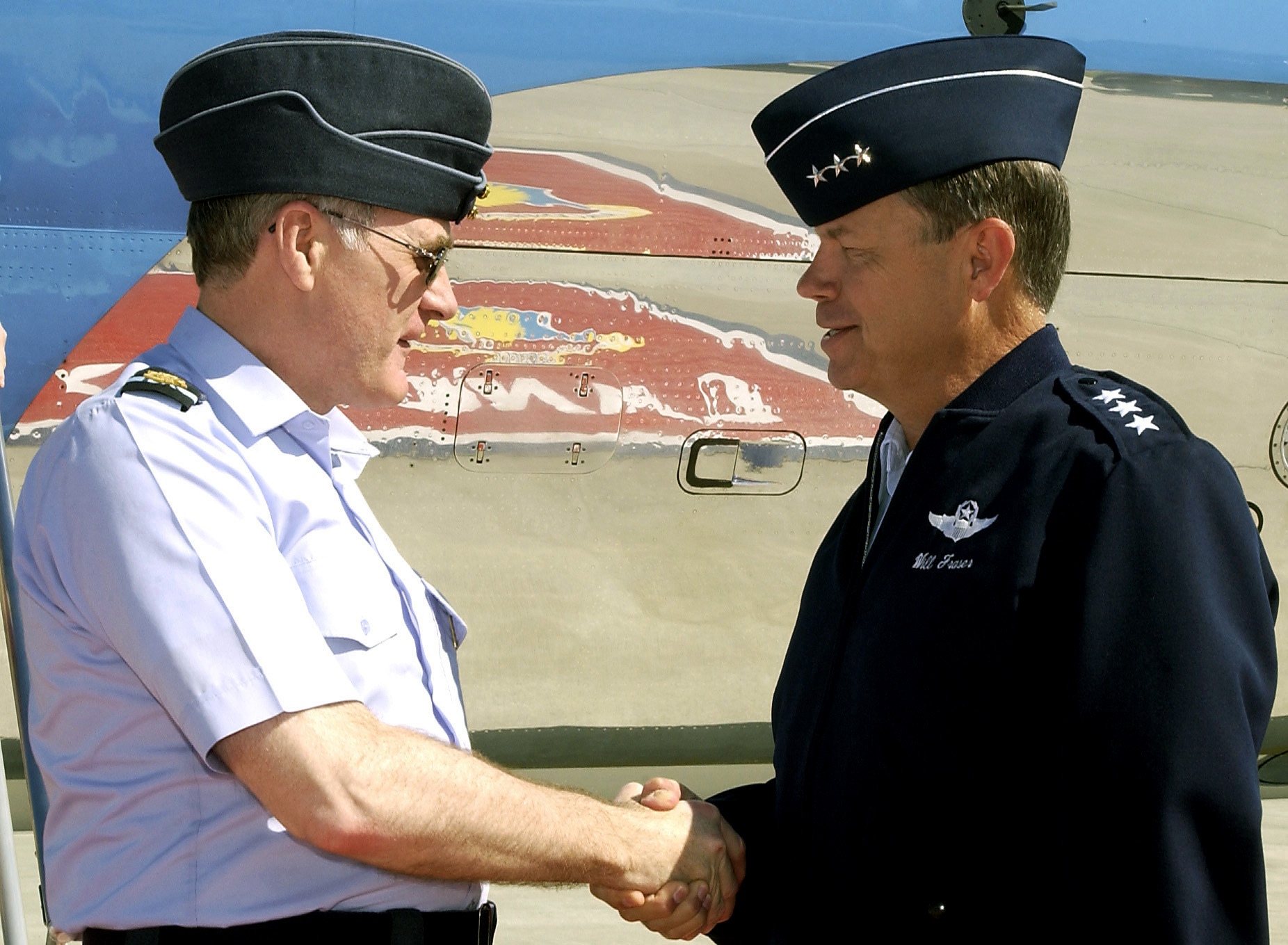
ギャリソンキャップをかぶる英王立空軍のジョック・スターラップ大将（左）と米空軍のウィリアム・フレイザー中将（右）（2005年撮影）

ギャリソン・キャップ（Garrison cap）は、帽子の一種である。ギャリソンとは駐屯地の意。サイド・キャップ（Side cap）、舟形帽などとも呼ぶ。

## 概要
ギャリソン・キャップの起源には諸説ある。一つは、スコットランドのグレンガリー帽（glengarry cap）から派生したものであるとする説、もう一つは、1800年ごろからイギリスとフランス陸軍のユサールが略帽として被っていた「ボネ・ド・ポリス」（Bonnet de police）と呼ばれるフェズ帽ないしナイトキャップのような帽子から派生したとする説、そしてオーストリア・ハンガリー帝国の騎兵が被っていた略帽から派生したとする説である。
このいずれか、もしくは相互の要素を受け継ぐ形で19世紀末に英国陸軍に「トリン・キャップ」と呼ばれる帽子が導入された。これが現在のギャリソン・キャップの始まりである。
正面から見ると二等辺三角形ないし山形、上下からは紡錘形に見える独特の形をしている。折り畳んでベルトや肩章などに挟めるため携帯しやすく、第一次世界大戦以降、軍隊等の制帽の一つとして用いられている。この場合、用途により「野戦帽」「戦闘帽」などの呼称も用いられる。パイピングの色で階級や兵科を示す場合もある。

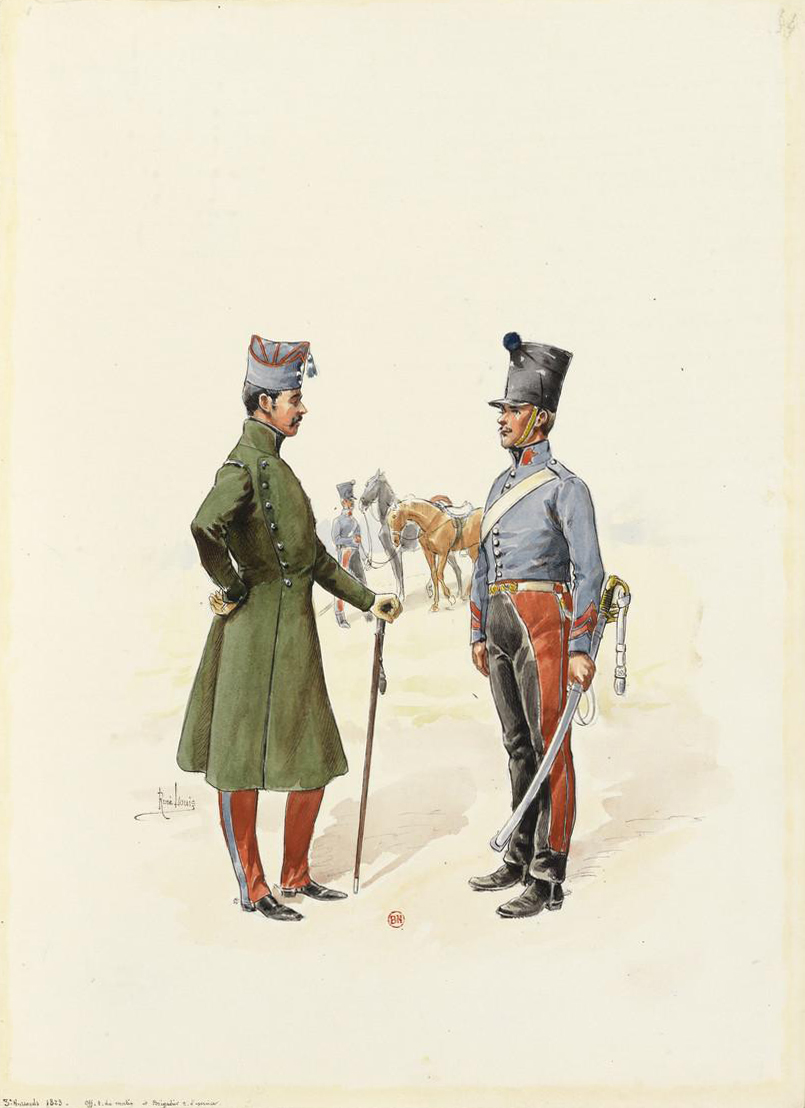
ボネ・ド・ポリスを被ったフランス第3軽騎兵連隊将校（左、1823年）
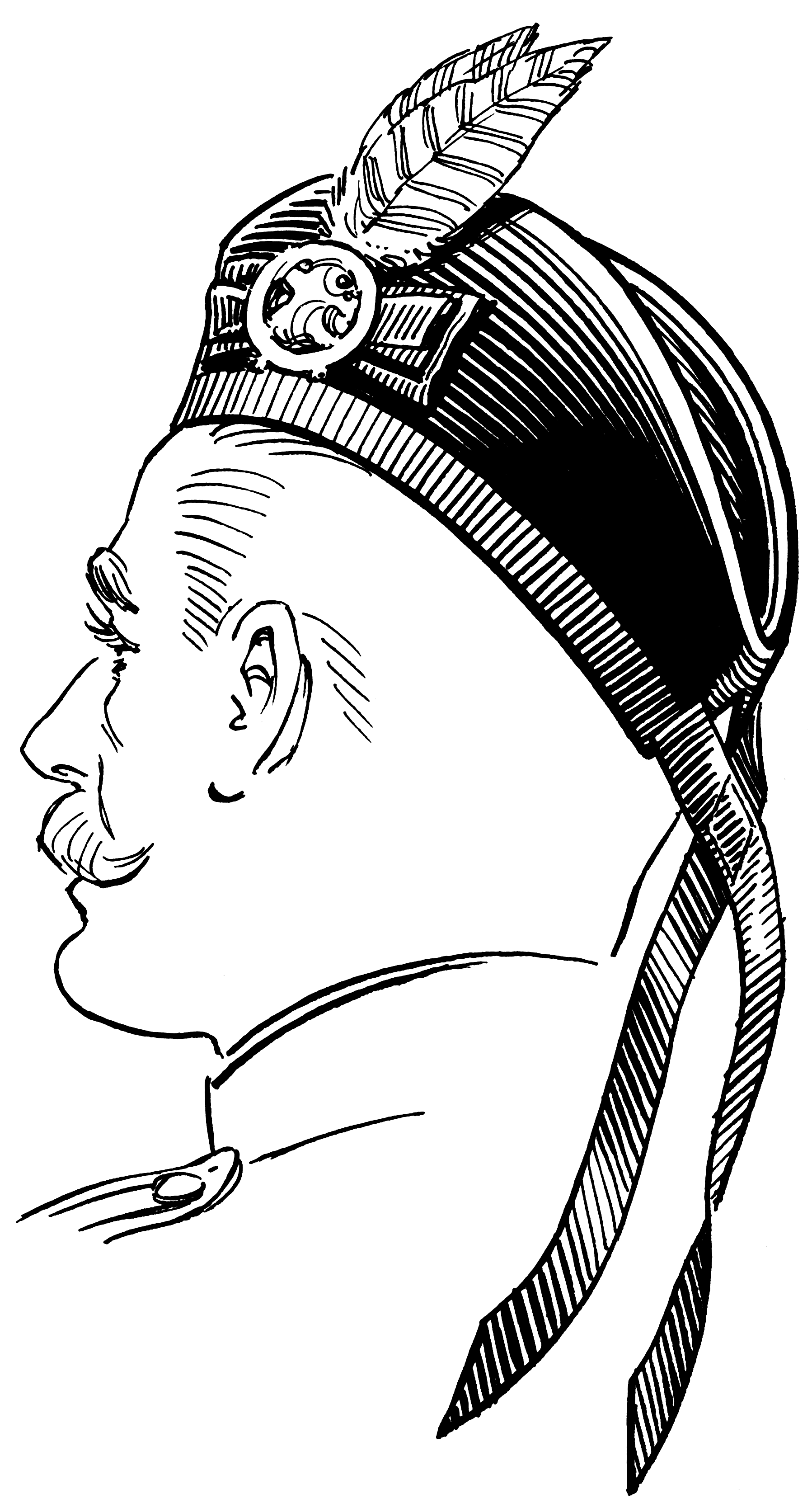
グレンガリー帽

## 各国への影響

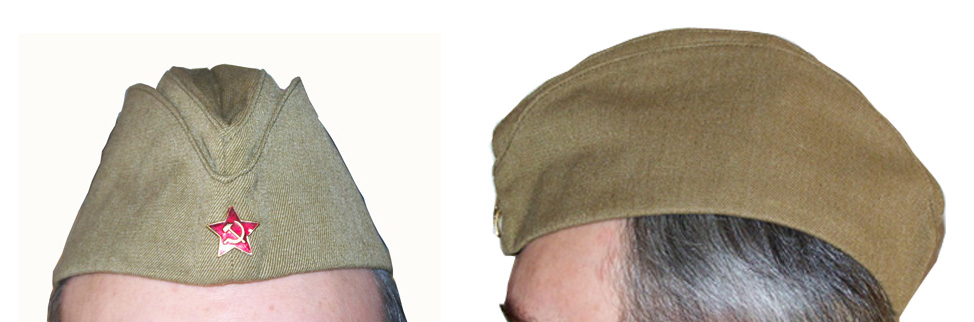
ソ連軍の略帽：ピロートカ、正面と横向き

ギャリソンキャップはその使いやすさから全世界に広まり、それぞれの風土に合わせ、また現地の民族帽と結びつくなどして多種多様な変化がなされた。
オーストリアでは、普墺戦争敗北後の1868年に制定された服務規程(Adjustierungsvorschrift)によって騎兵部隊に赤色の略帽を採用した。共通兵科の山岳帽と似てボタン止めの耳当てが付いていたが、庇は革ではなく本体と同素材の布で出来ており折り畳み・展開が可能であった。その後1915年になると歩兵部隊での人気が高まり、陸軍用のフェルトグラウ色略帽も導入された。これは後継国であるハンガリー王国軍の制帽のデザインに大きな影響を与えた。
イギリスでは、オーストリア・ハンガリー帝国の山岳帽のように耳当てとなる部分を正面のボタンで止めるスタイルへと変わった。いつ頃そうなったのかは不明だが、第二次ボーア戦争中にヨーマン帝国義勇騎兵連隊がプリンス・オブ・ウェールズの羽根をあしらったボタンを付けている姿が確認できる。
一方、ロシアでも第1次世界大戦前の1913年に航空兵向けに採用されたものを1941年にソ連が復活させた。「ピロートカ」の名はパイロットに由来する。耳当ての中央に赤い星をあしらったシンプルなデザインである。こちらは大祖国戦争の間に歩兵向けに導入され、戦後は東側諸国の間に広まったが、装飾を好んだ中東欧諸国とは対照的に共産主義的観点から大きな差はない。
アメリカでは、第一次世界大戦時のアメリカ外征軍にてオーバーシーズ・キャップ（Overseas cap, 海外帽）としてヨーロッパ製のギャリソンキャップが採用されたのが始まりとされる。1941年にはギャリソンキャップとして制式化され、官帽型のサービス・キャップに代わって制帽として支給されるようになった。その後、海軍・空軍・海兵隊の略帽に採用された。そのため、アメリカ式装備の軍隊ではとりわけ空軍にギャリソンキャップを採用している国が多い。
日本では、昭和初期に略帽として導入が検討されていたが最終的に戦闘帽が導入された。現在は航空自衛隊が略帽として採用している。色はジャケットと同じ濃紺で、曹士と幹部でパイピングの色が異なる。
その他、ボーイスカウト団員などが被ることもある。アメリカでは退役軍人の制帽として知られる（公的行事では最後に所属した部隊・軍艦のネーム入りのものを被る。名誉勲章受章者はこれに加えて同章を胸に着ける）。

## ギャラリー

### アメリカ

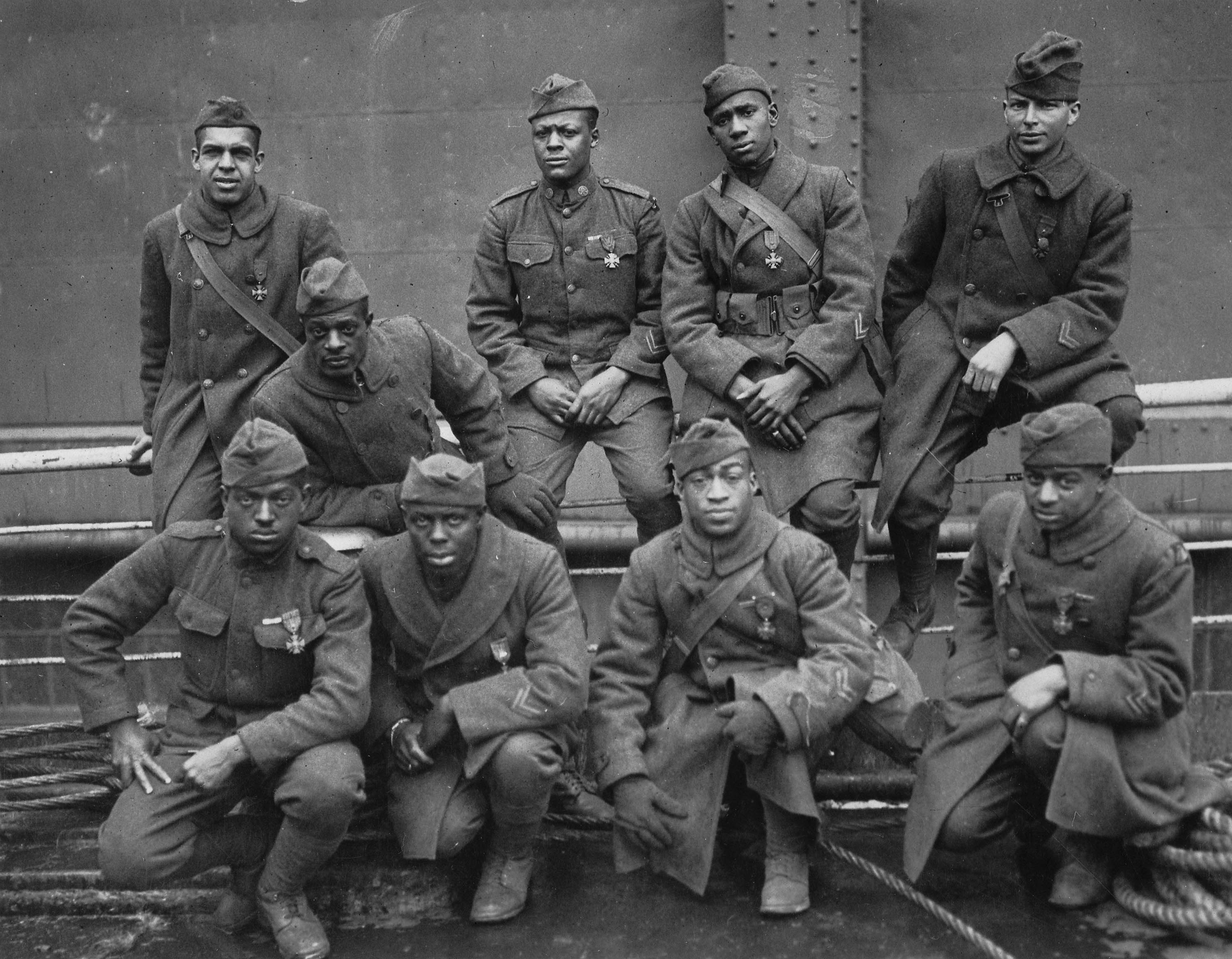
アメリカ陸軍兵士（1919年）
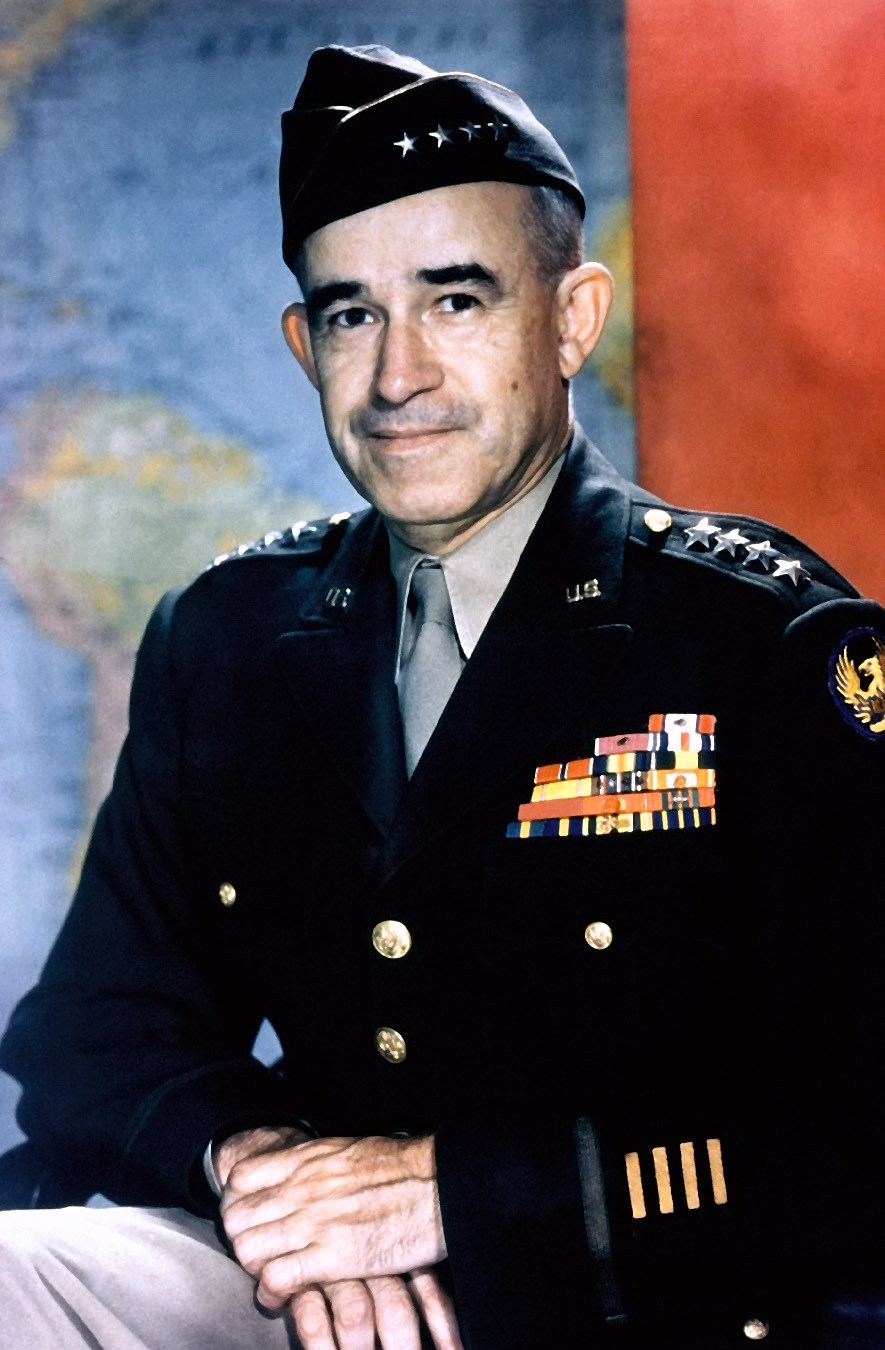
アメリカ陸軍将官、オマール・ブラッドレー（1949年）
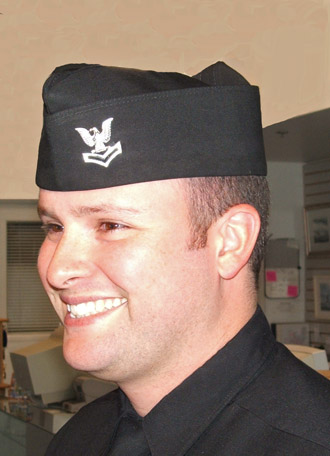
アメリカ海軍下士官
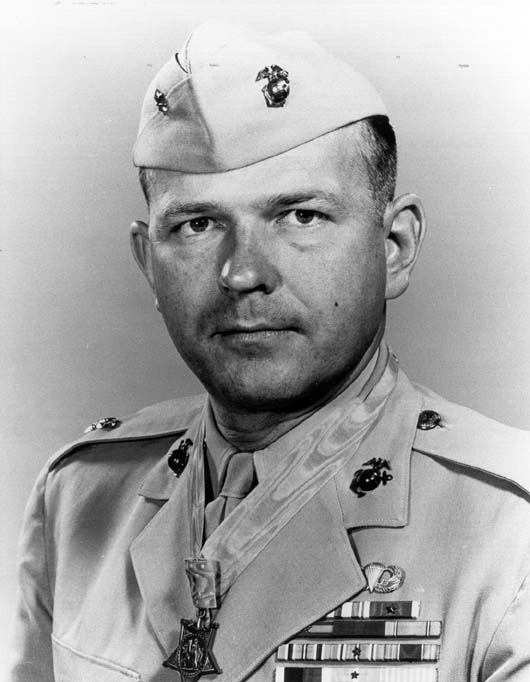
アメリカ海兵隊将校（1950年代）
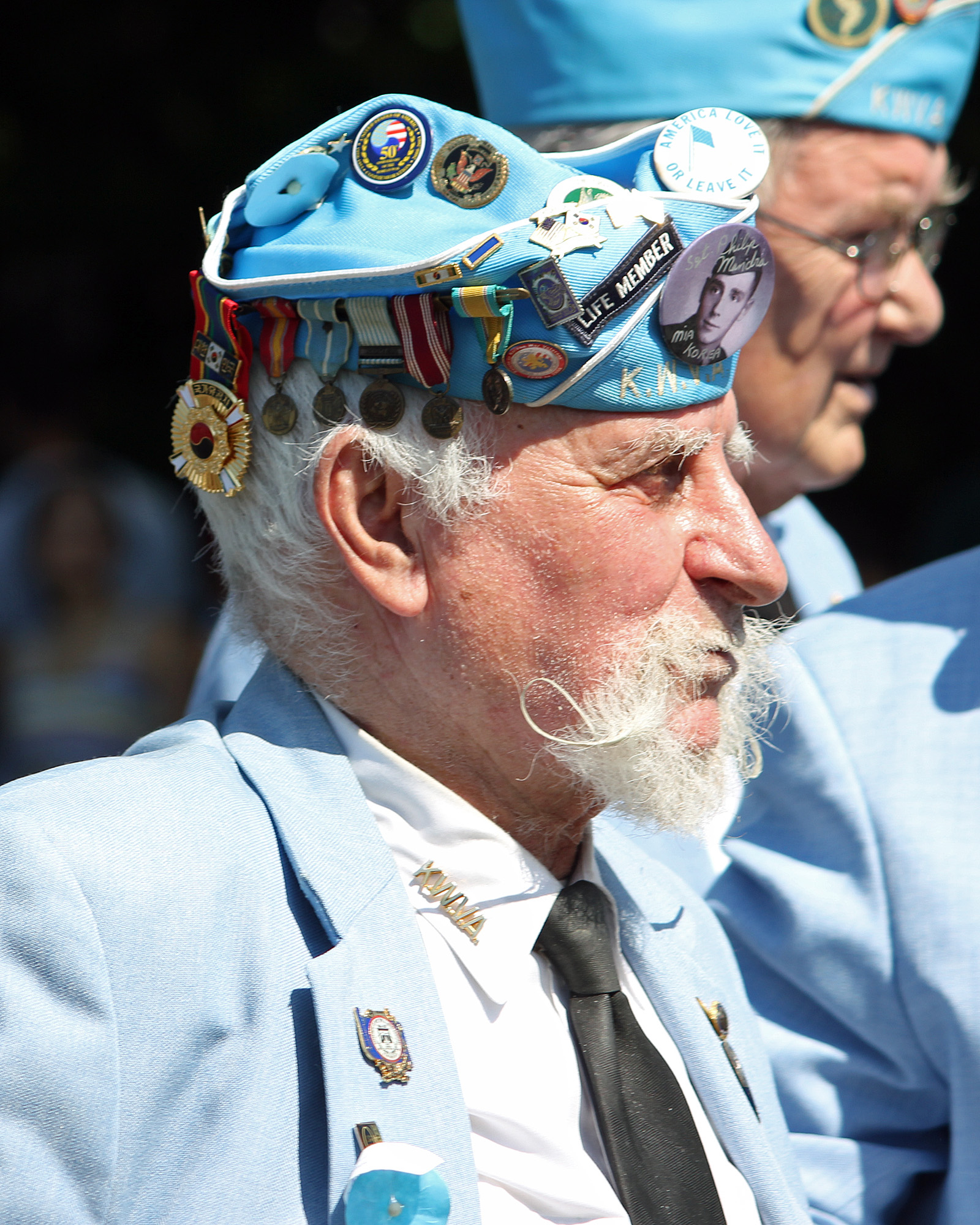
米軍退役軍人（2010年5月31日）
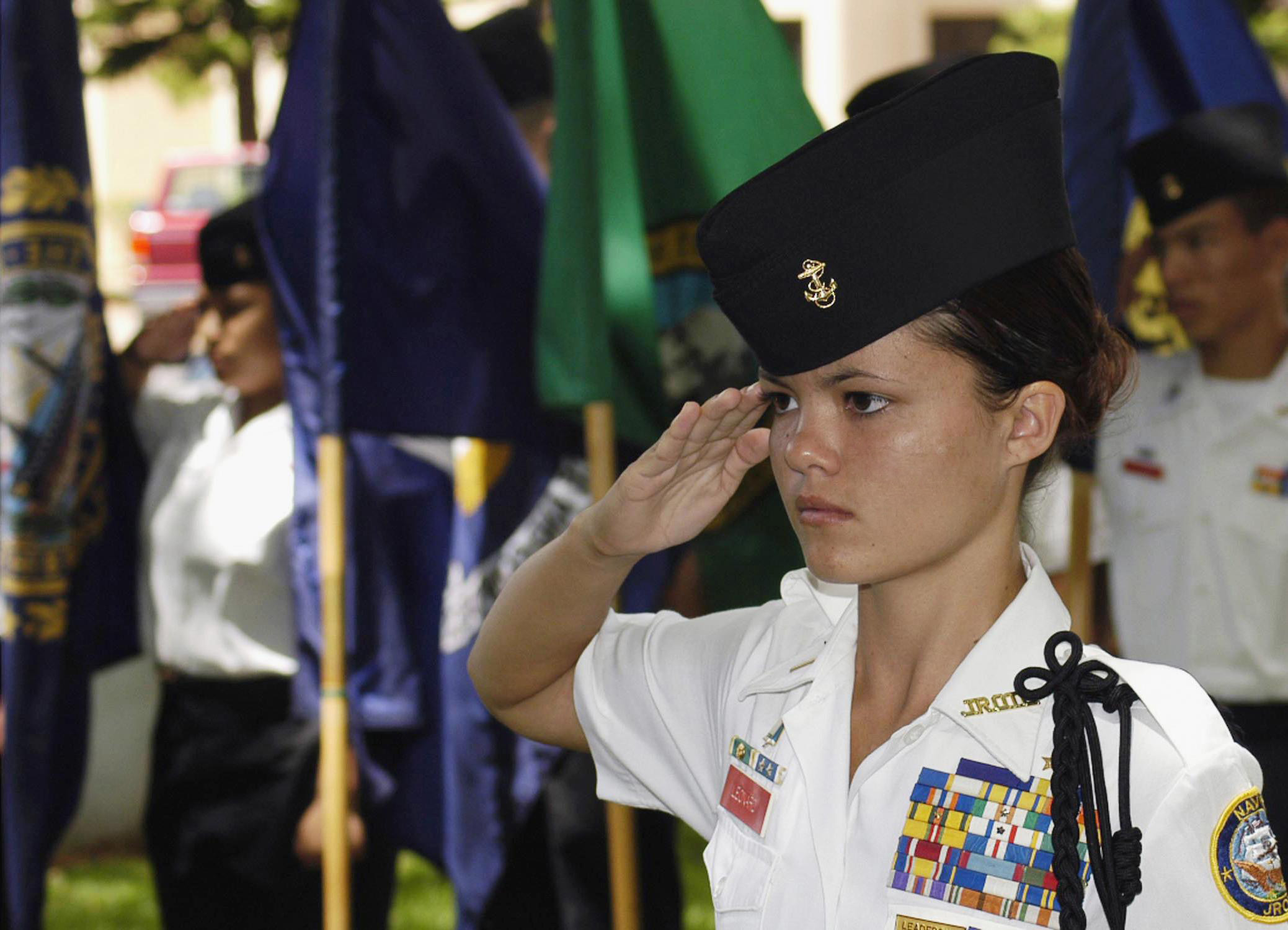
アメリカJROTC（青年予備役将校訓練課程）生徒

### イギリス・英連邦

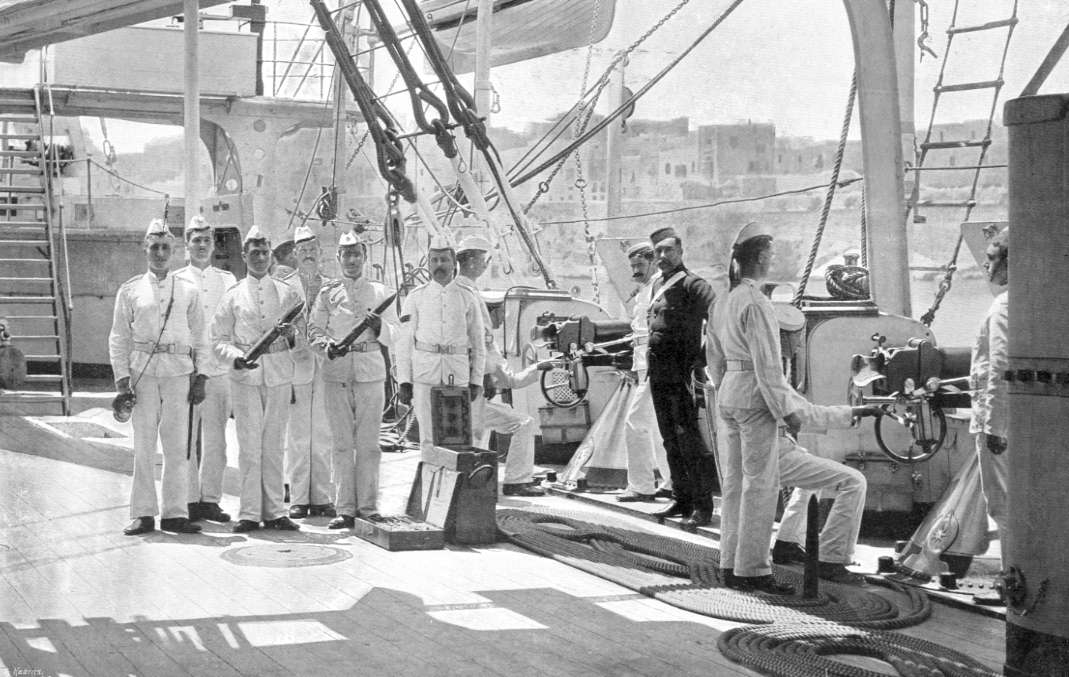
19世紀末のイギリス海軍将兵。前面のボタンはなく、「トリン・キャップ」と思われる（1889年）
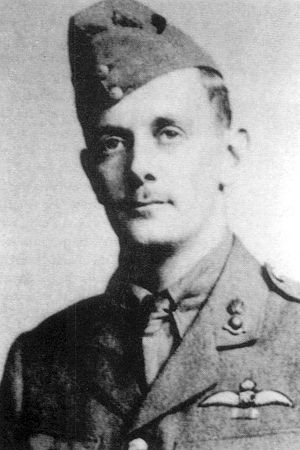
イギリス空軍将校（1915年ごろ）
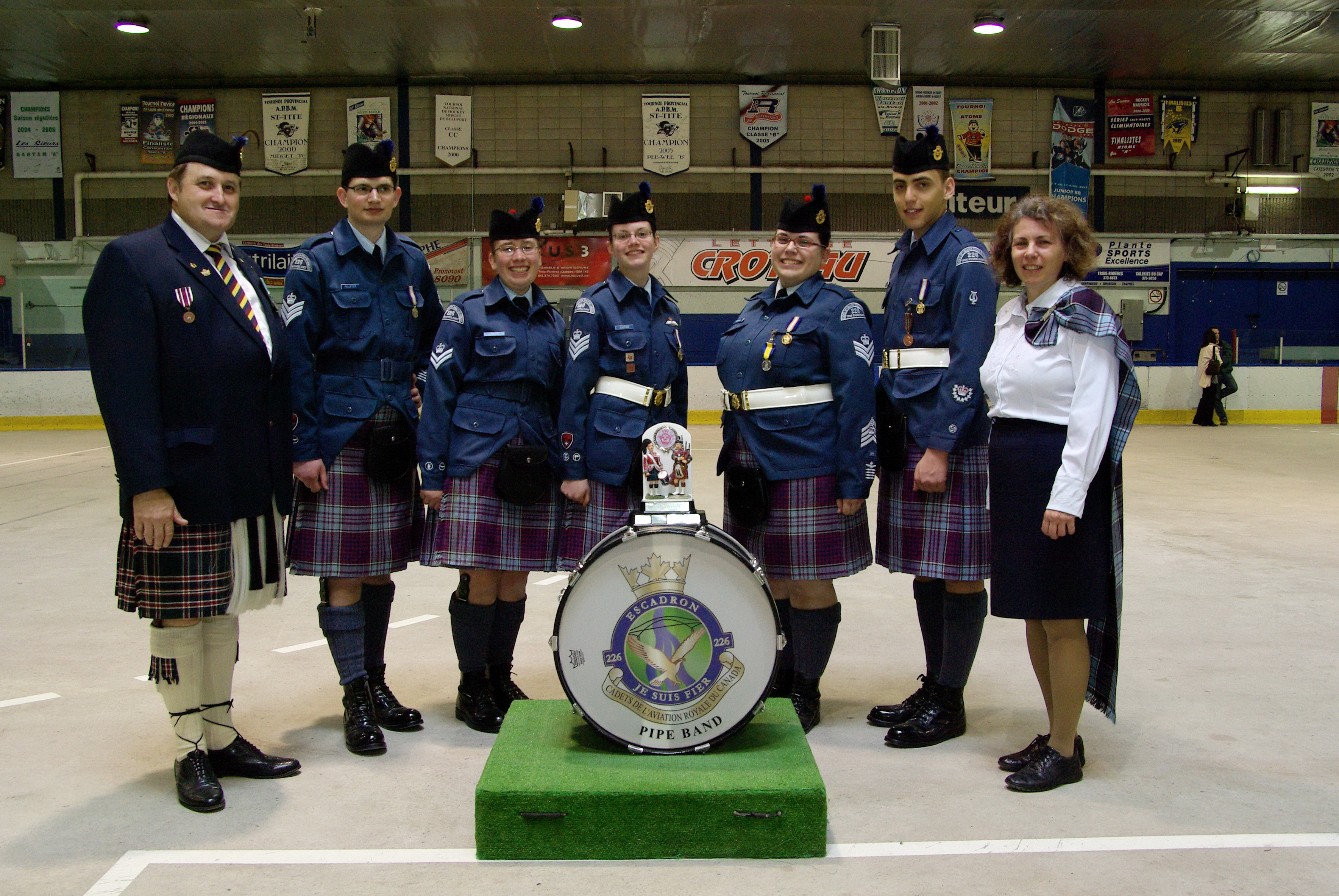
カナダ軍軍楽隊（2008年）

### フランス

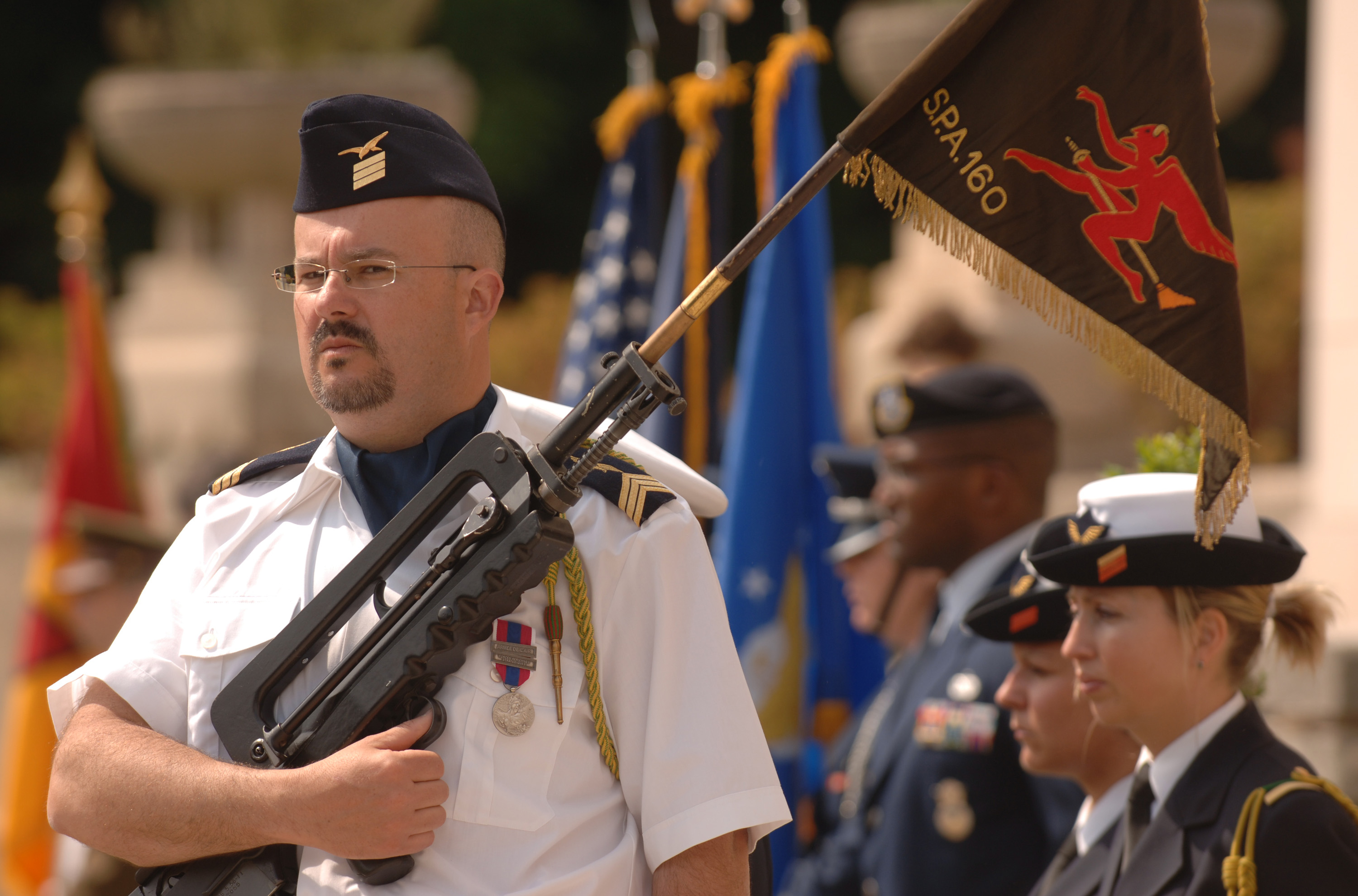
フランス空軍下士官
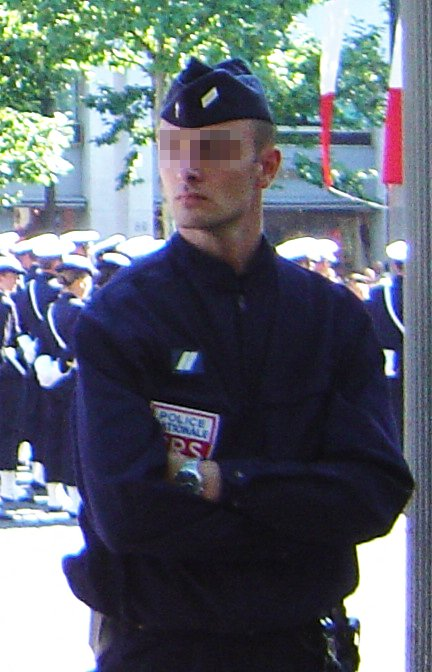
フランス警察官
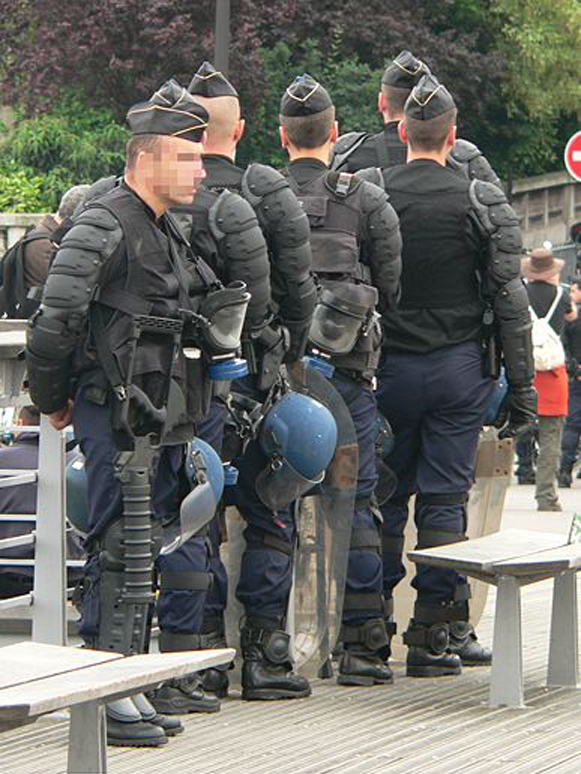
国家憲兵隊機動隊員

### ドイツ

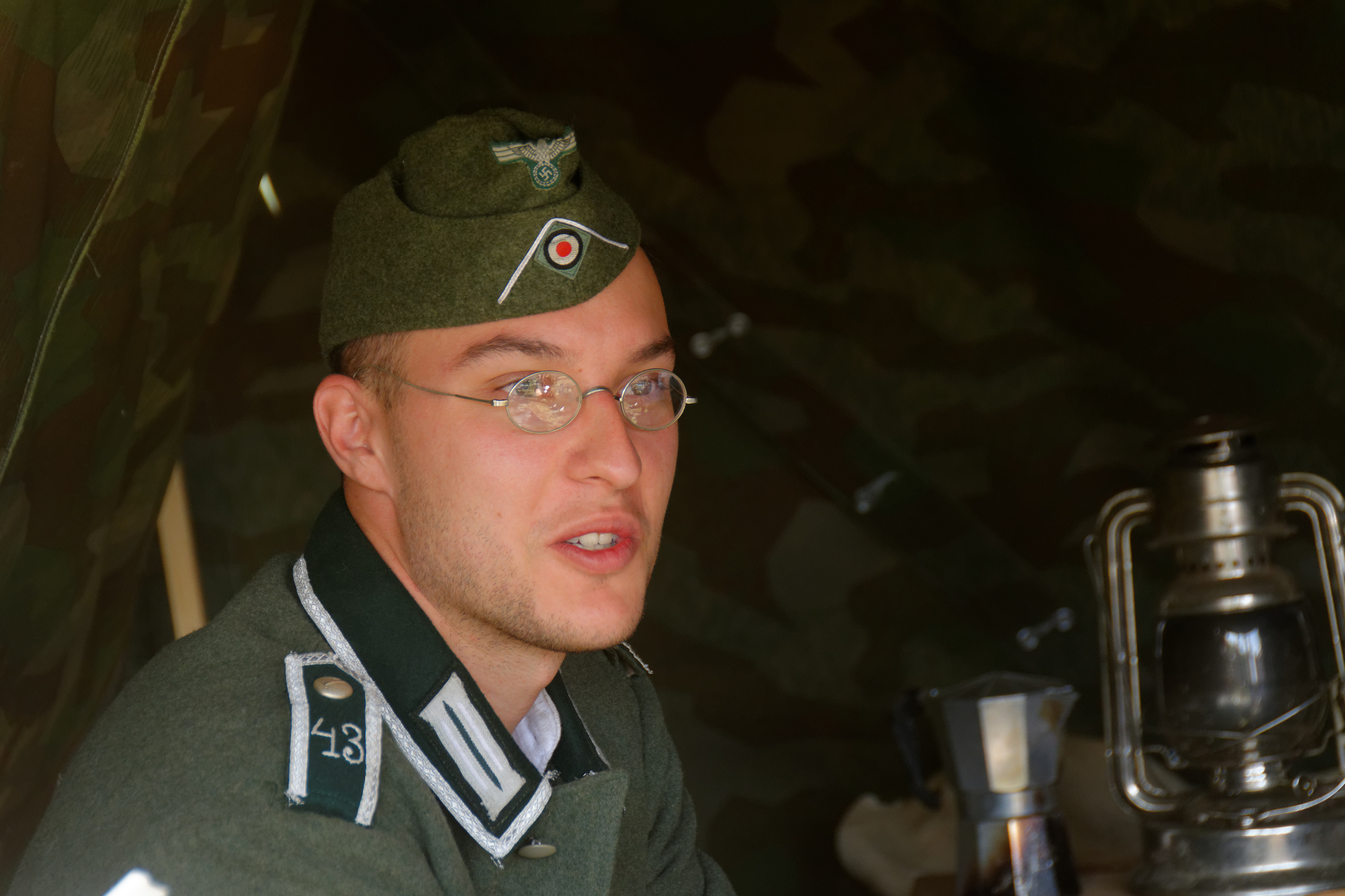
ドイツ国防軍陸軍の略帽（2017年開催の再現イベント）
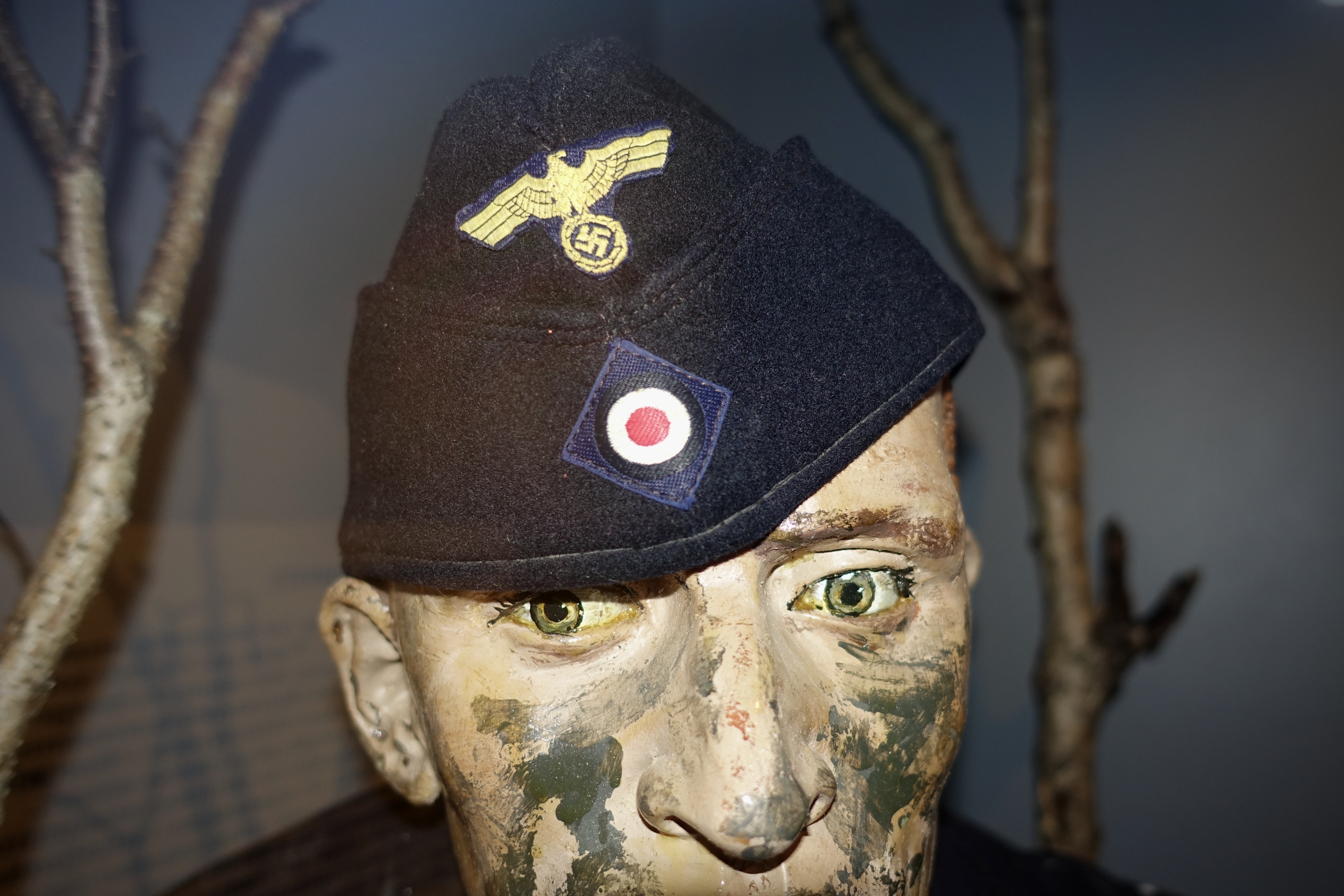
ドイツ国防軍海軍の略帽
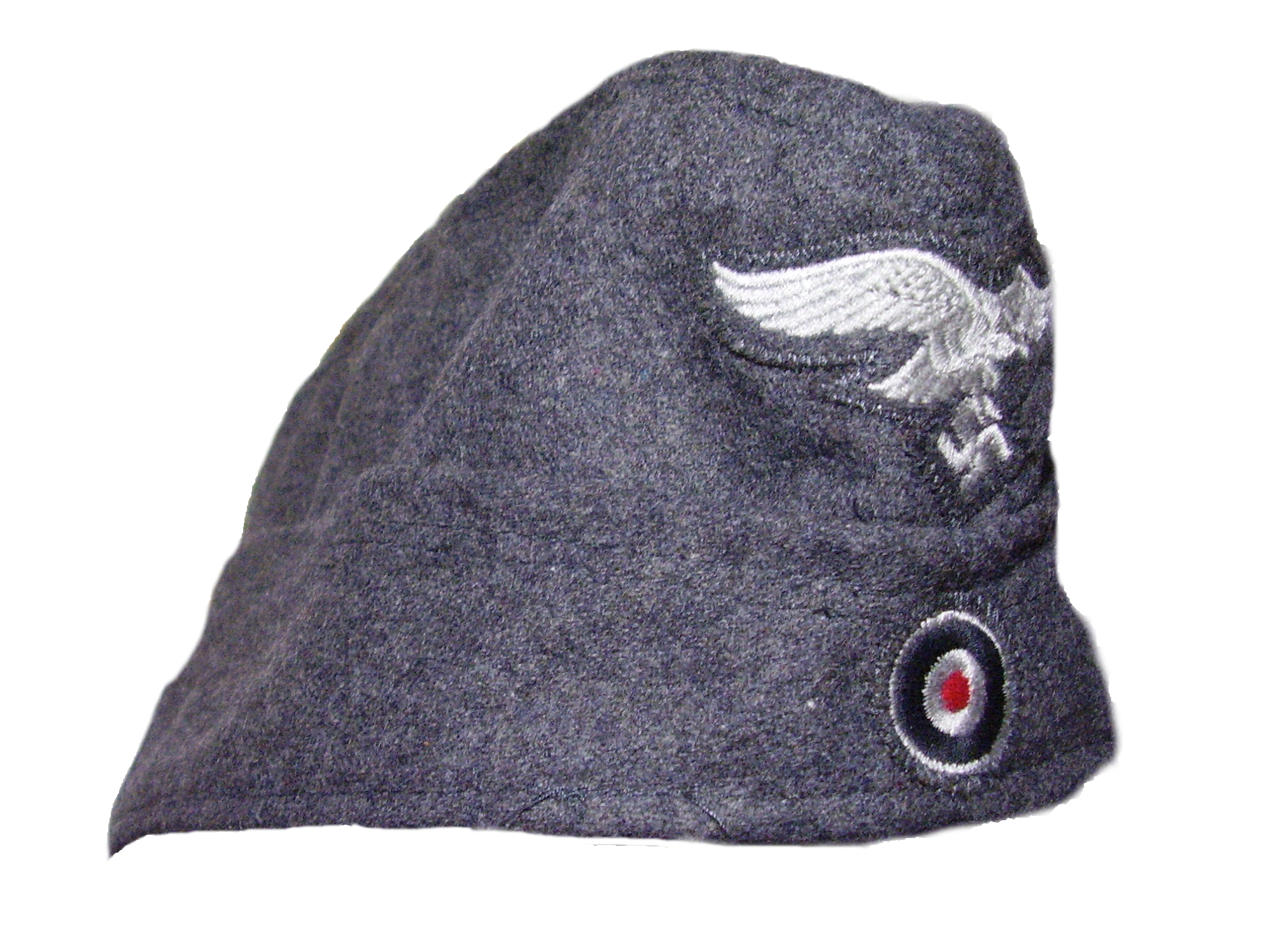
ドイツ国防軍空軍の略帽
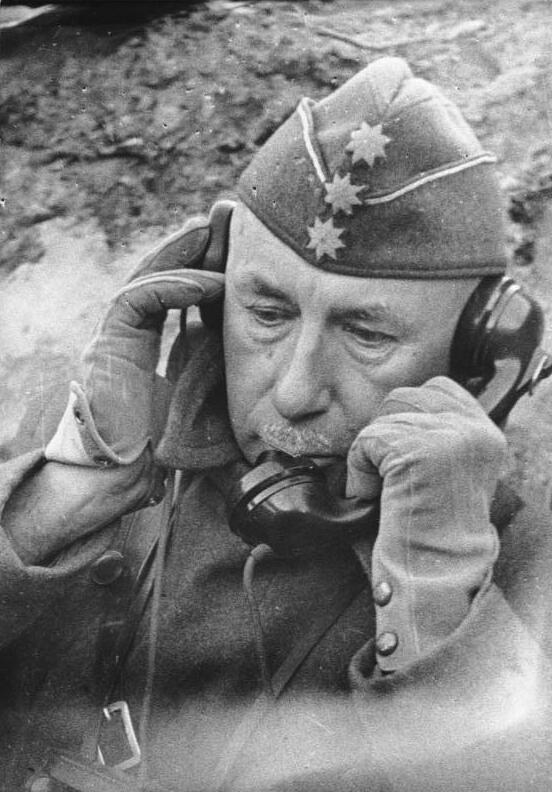
コンドル軍団将校の略帽
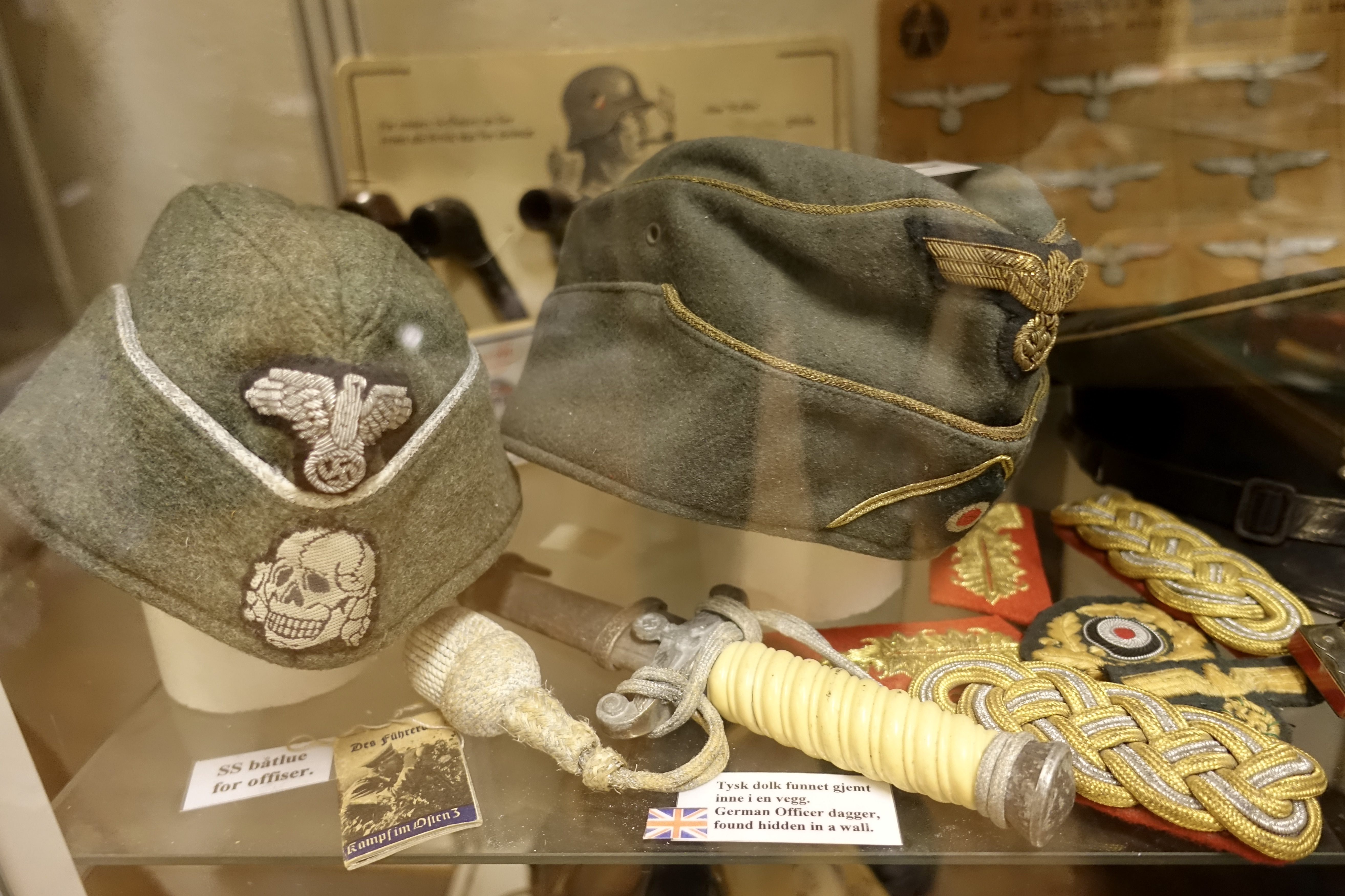
武装親衛隊の略帽（左）と陸軍将官の略帽（右）
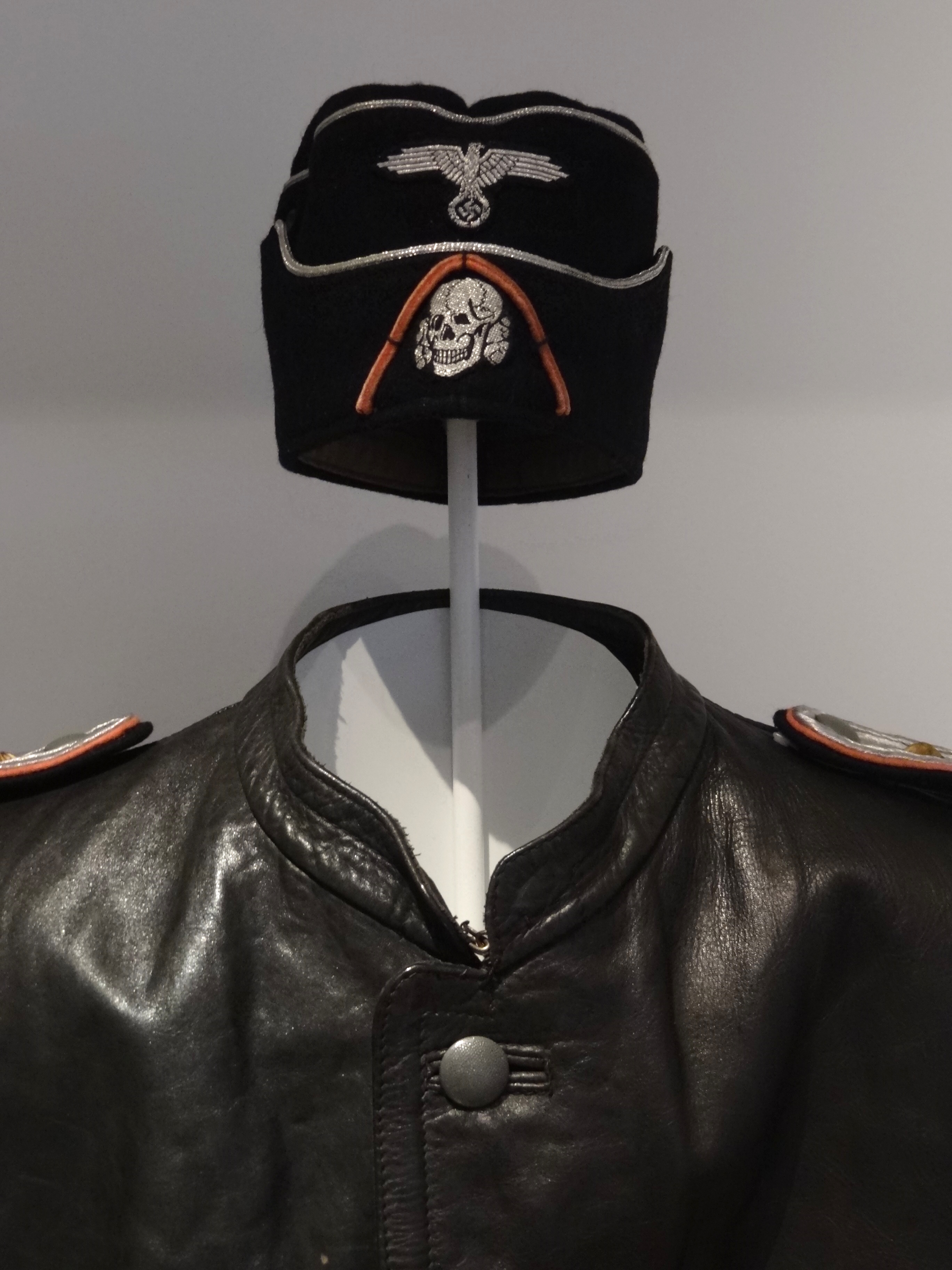
武装親衛隊戦車兵の略帽
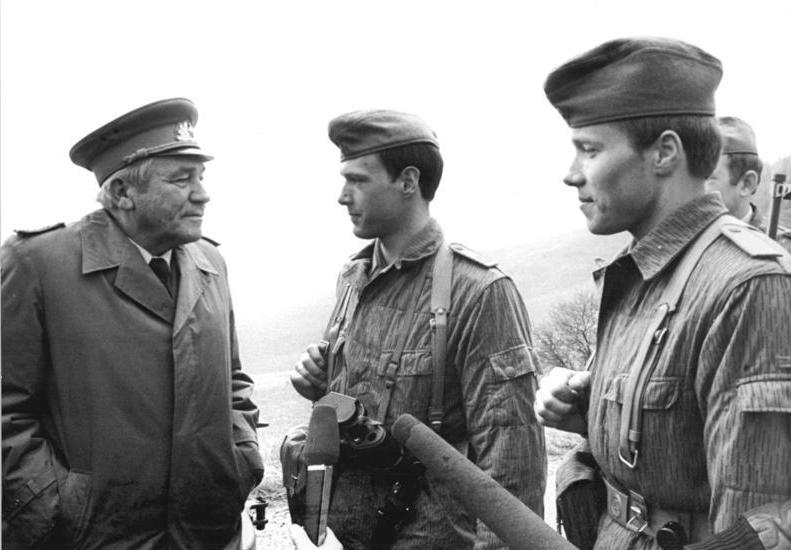
東ドイツ国境警備隊（右側 1983年）
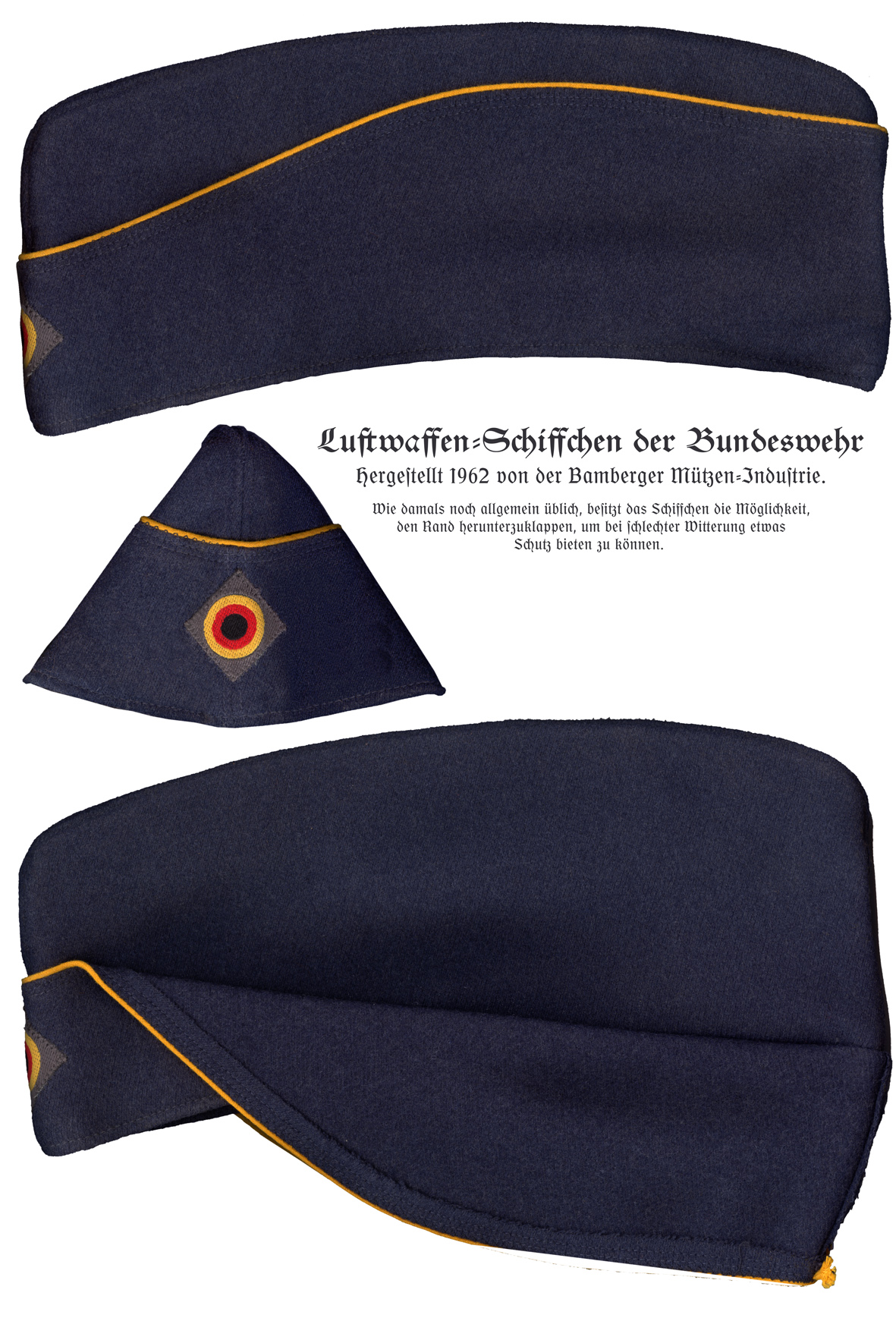
ドイツ連邦空軍の略帽
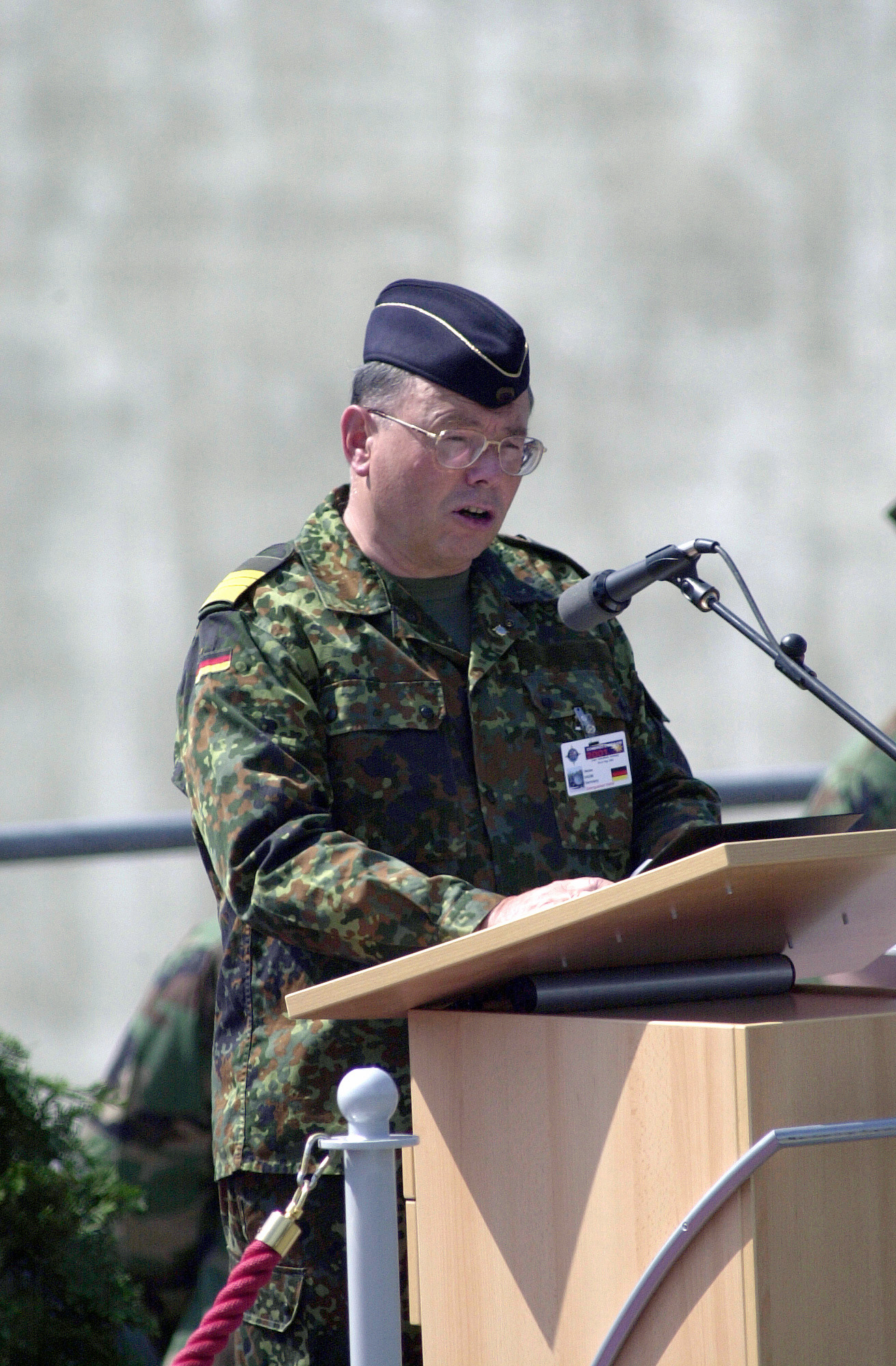
ドイツ海軍将官

### その他ヨーロッパ

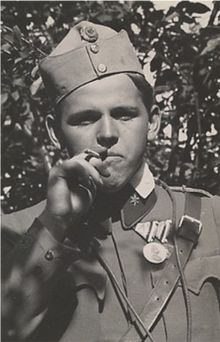
オーストリア・ハンガリー帝国陸軍（1916年）
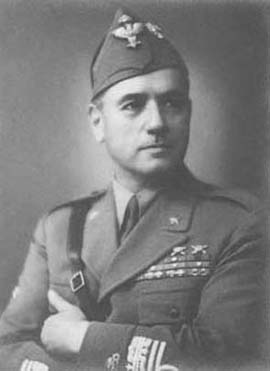
イタリア陸軍将官、ジョヴァンニ・メッセ
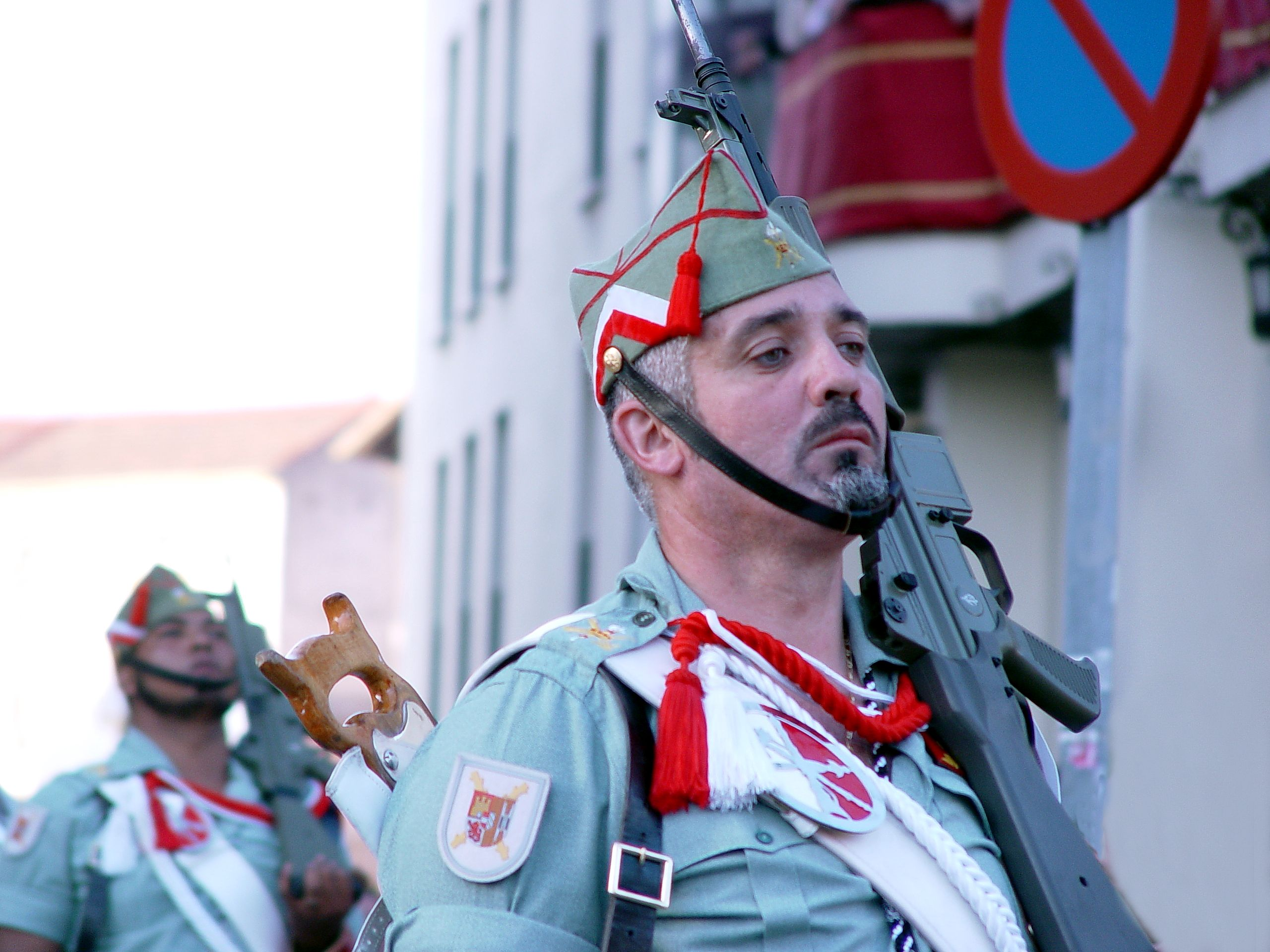
スペイン外人部隊兵士
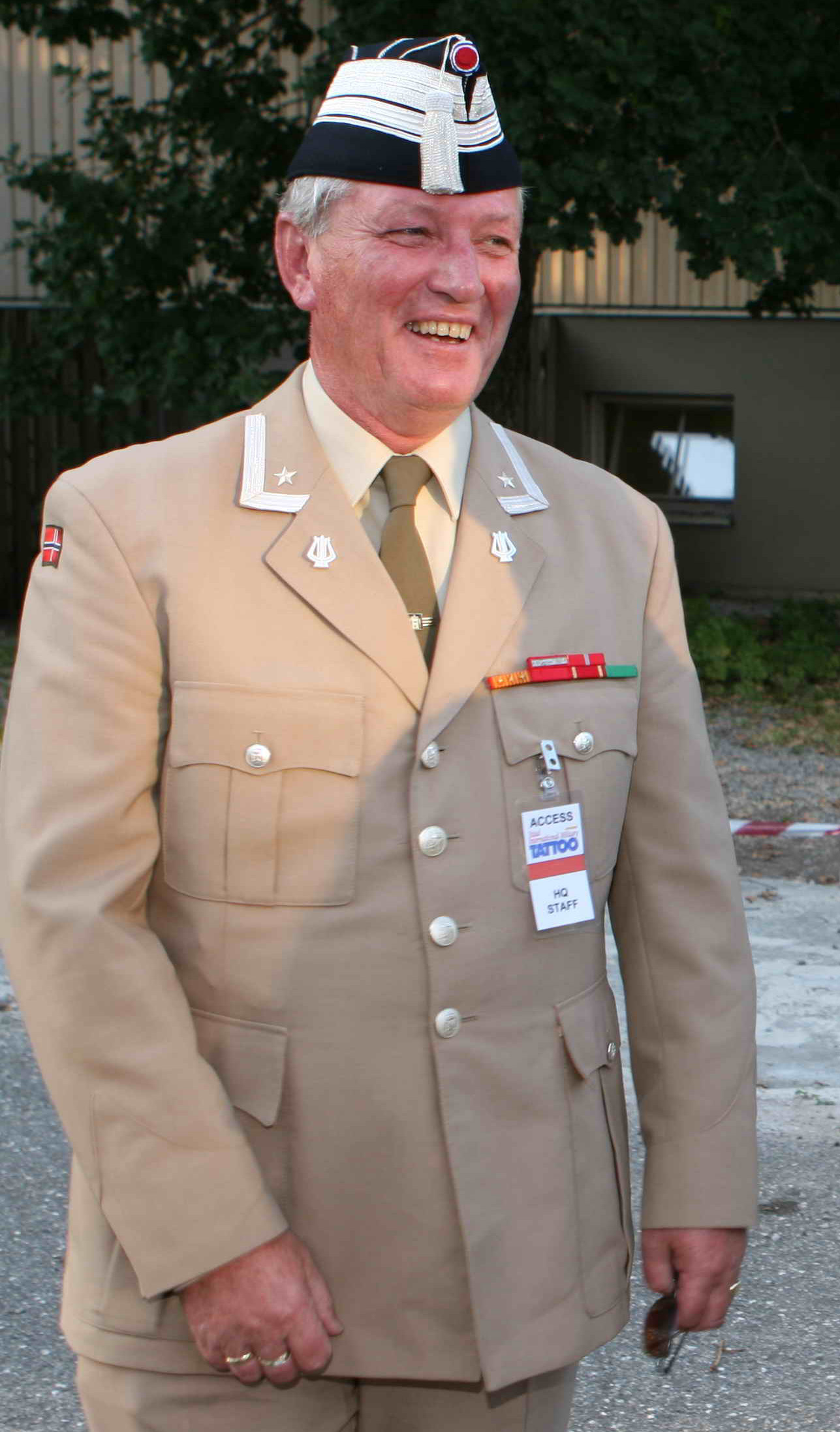
ノルウェー軍将校
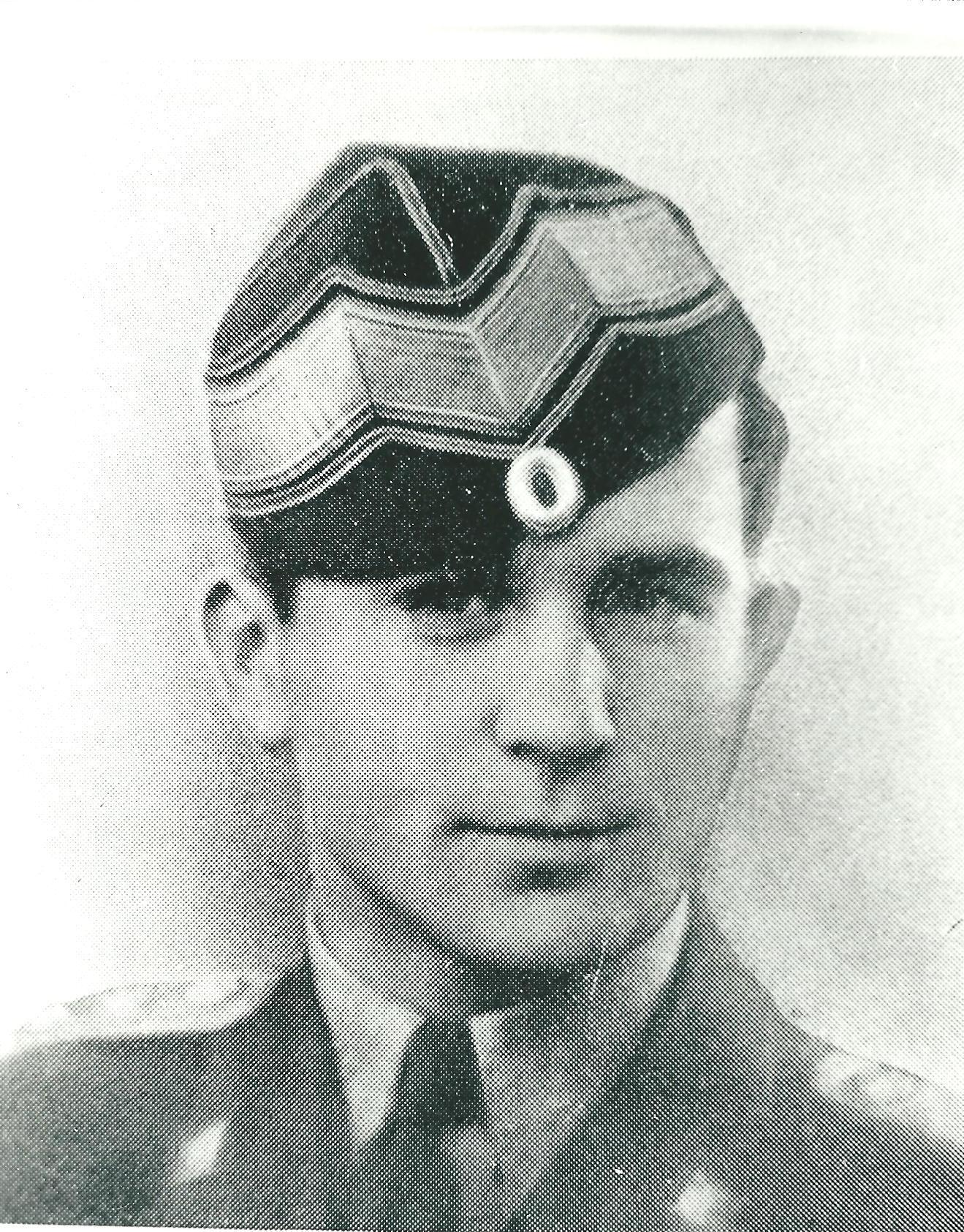
デンマーク軍将校
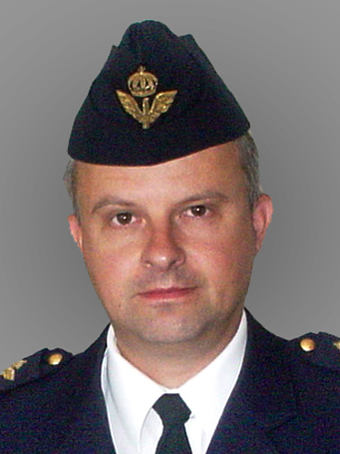
スウェーデン空軍将校
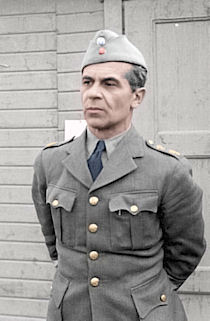
フィンランド軍将校
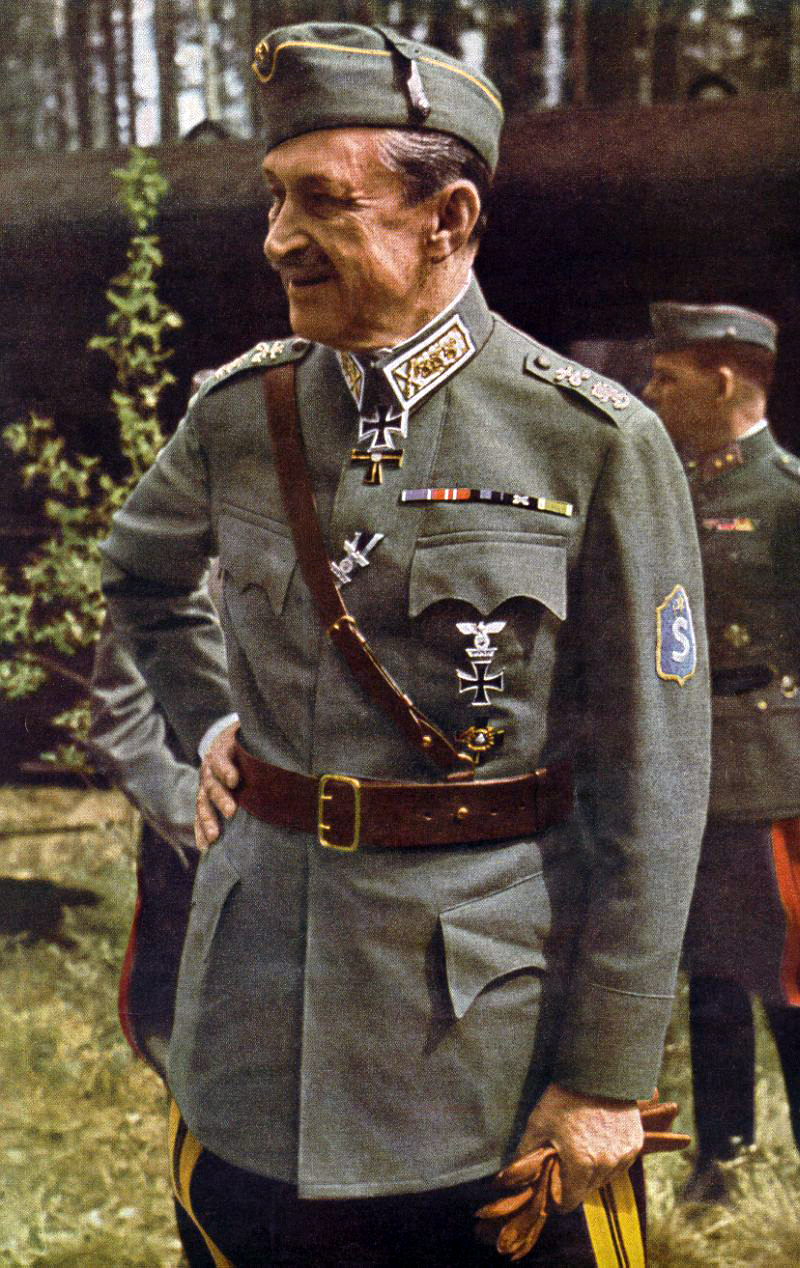
フィンランド軍将官（マンネルヘイム元帥、1942年）
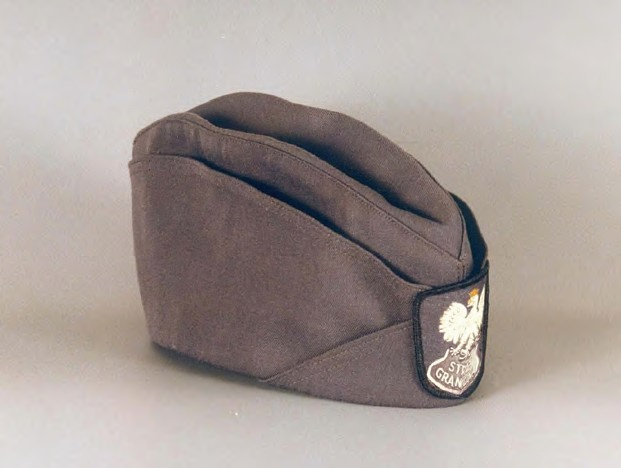
ポーランド軍
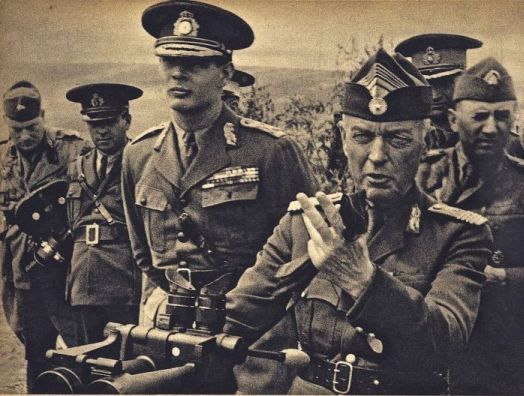
ルーマニア陸軍将官（1941年）
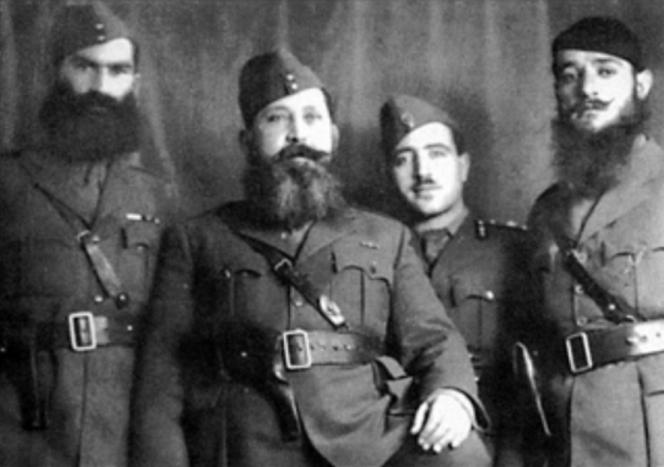
ギリシャ国民民主連盟指揮官
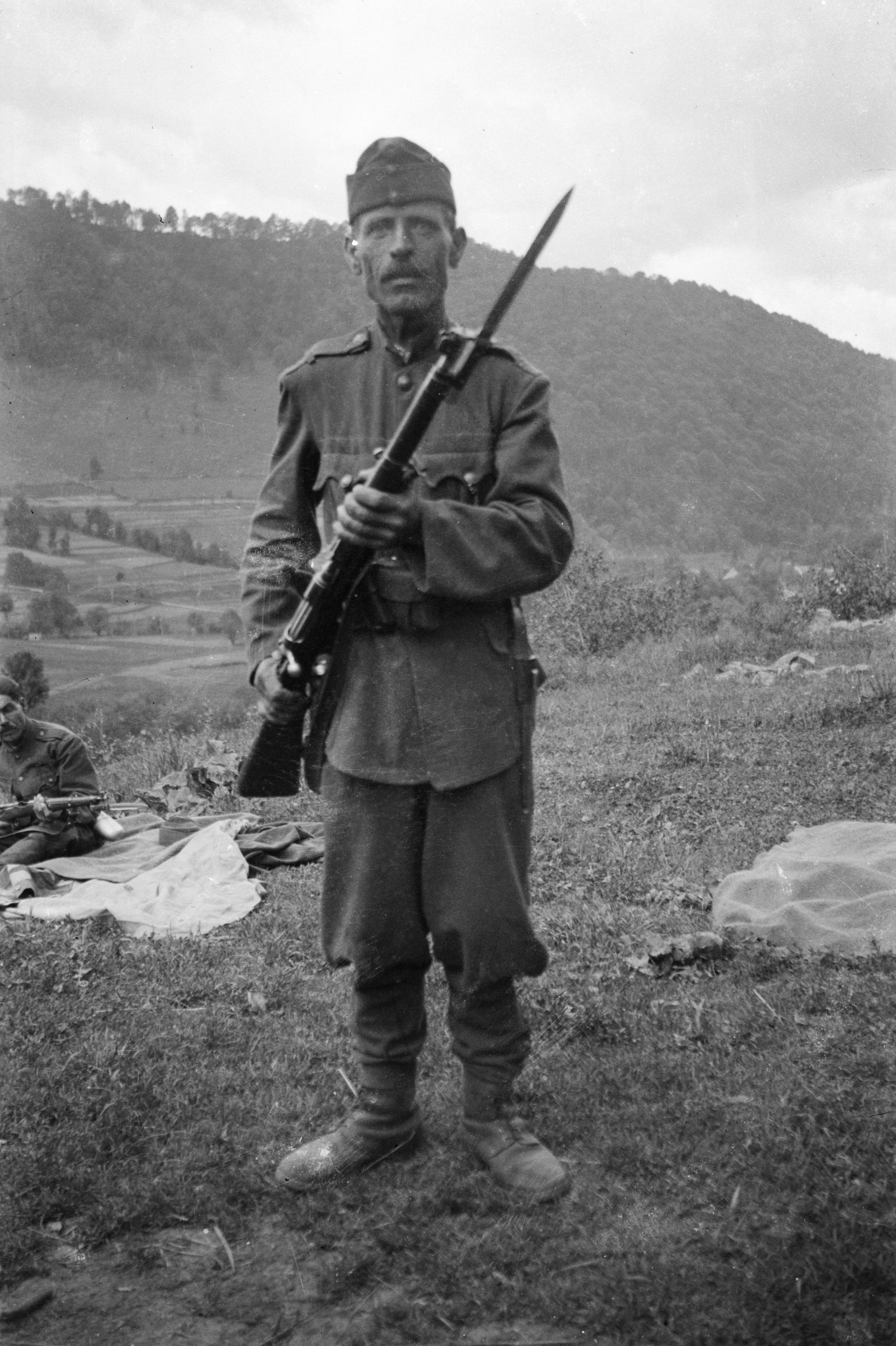
ハンガリー軍兵士（1940年）
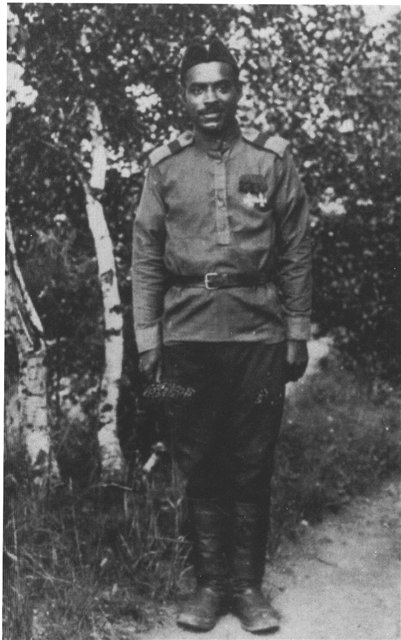
ロシア帝国陸軍航空兵（1916年）
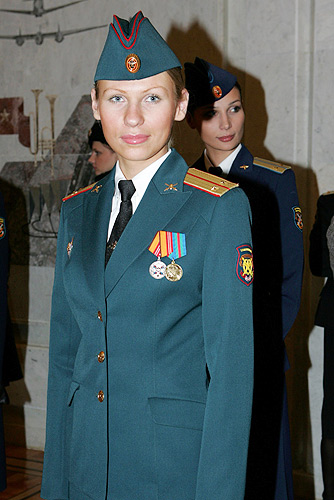
ロシア陸軍女性士官（2008年）
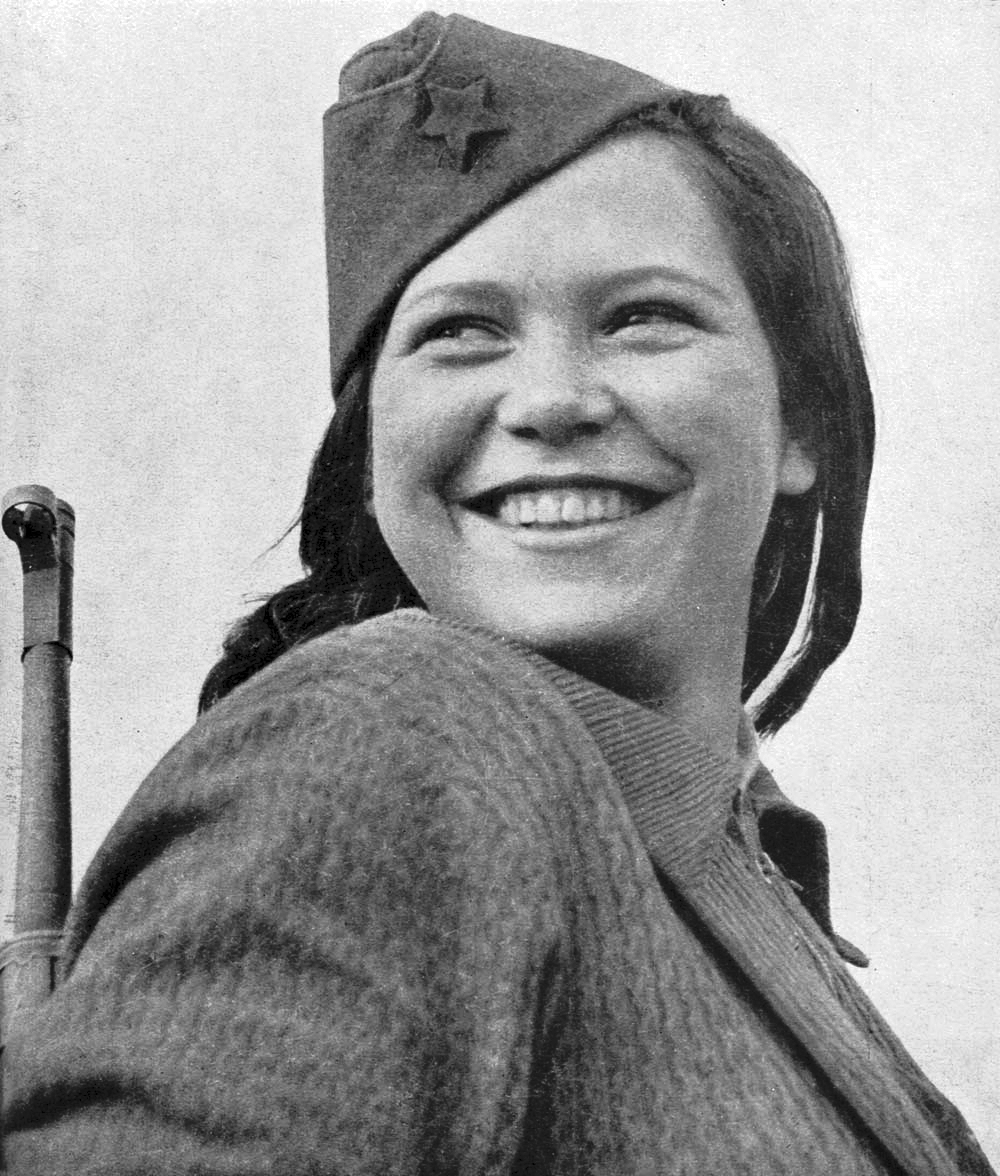
ユーゴスラビアパルチザン兵士（1943年～44年）
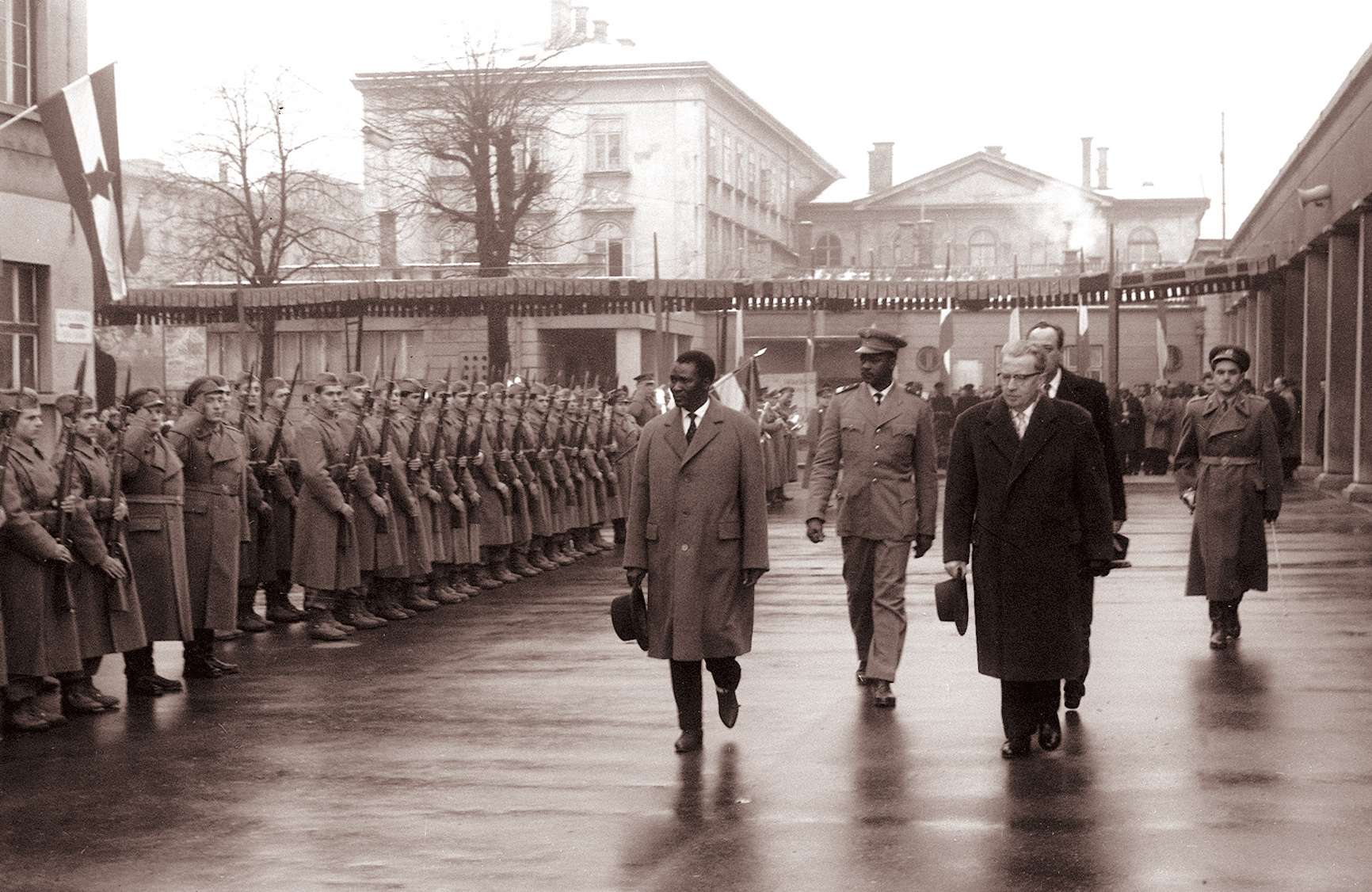
ユーゴスラビア連邦軍兵士（1961年）

### 南米

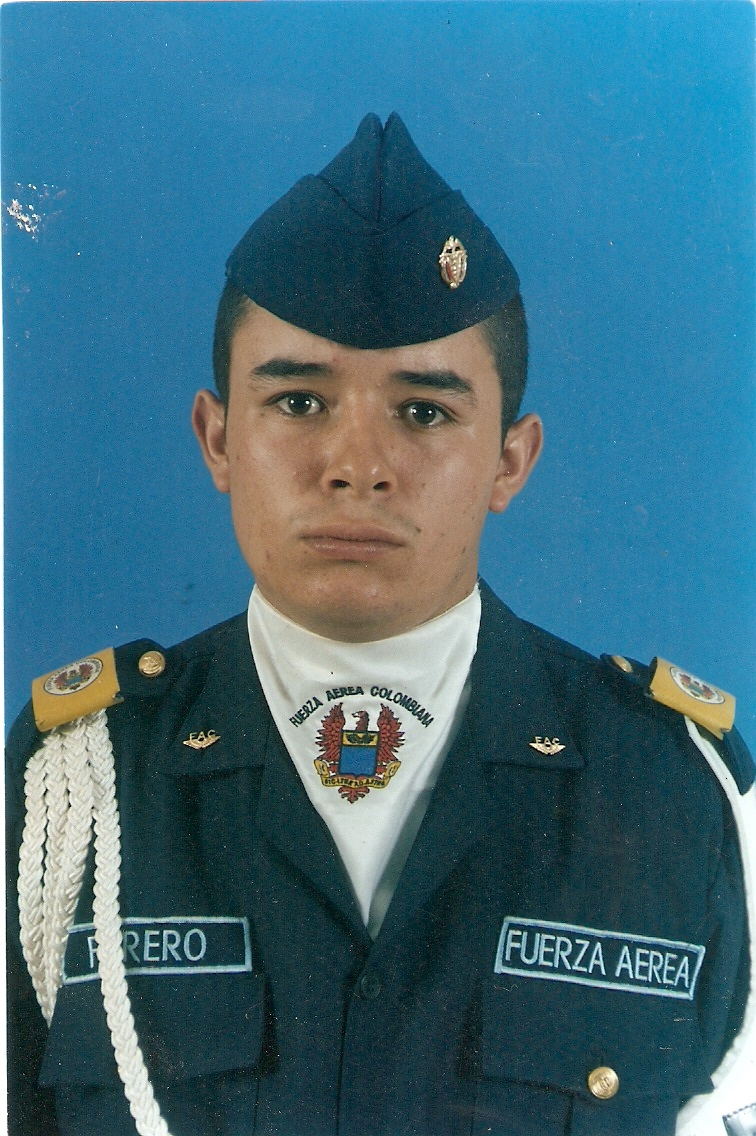
コロンビア空軍兵士
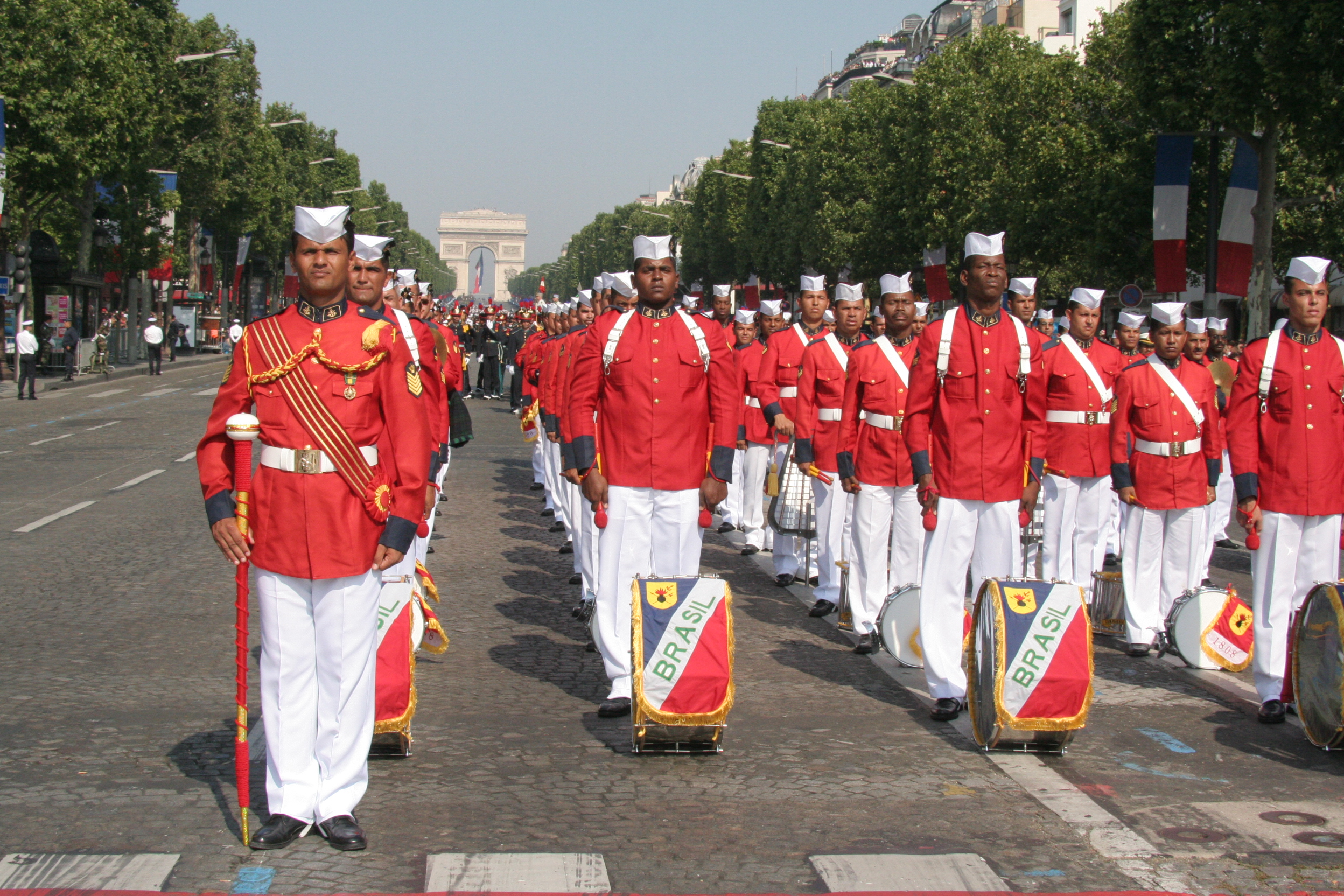
ブラジル軍軍楽隊（2005年）

### アジア

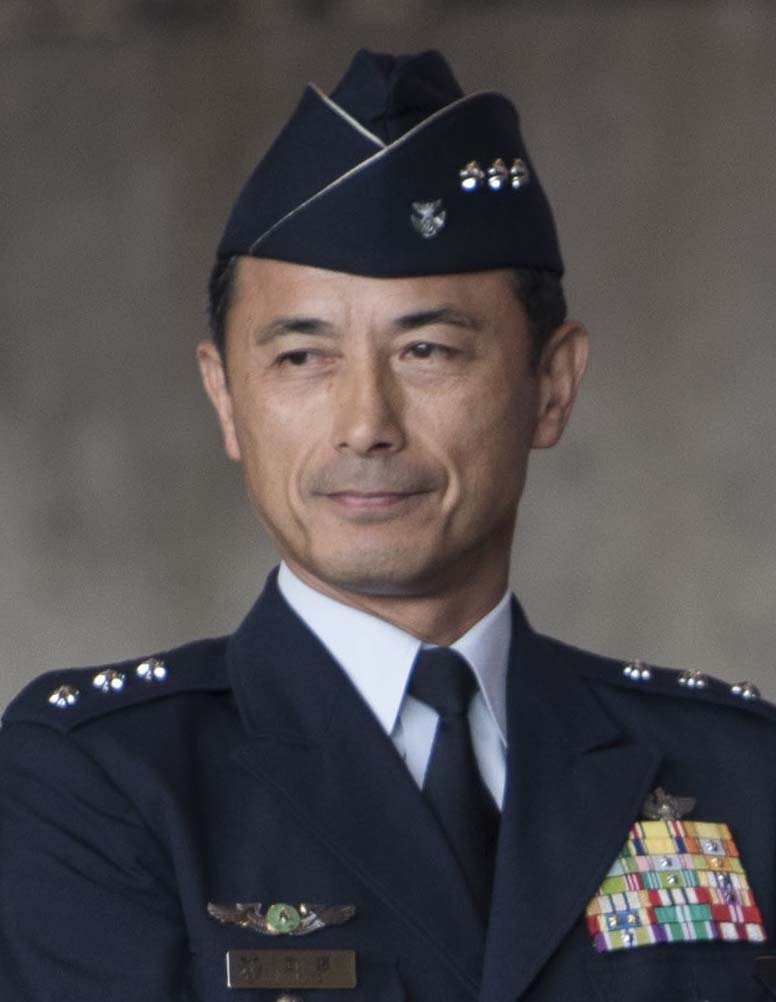
航空自衛隊（武藤茂樹空将、2017年）
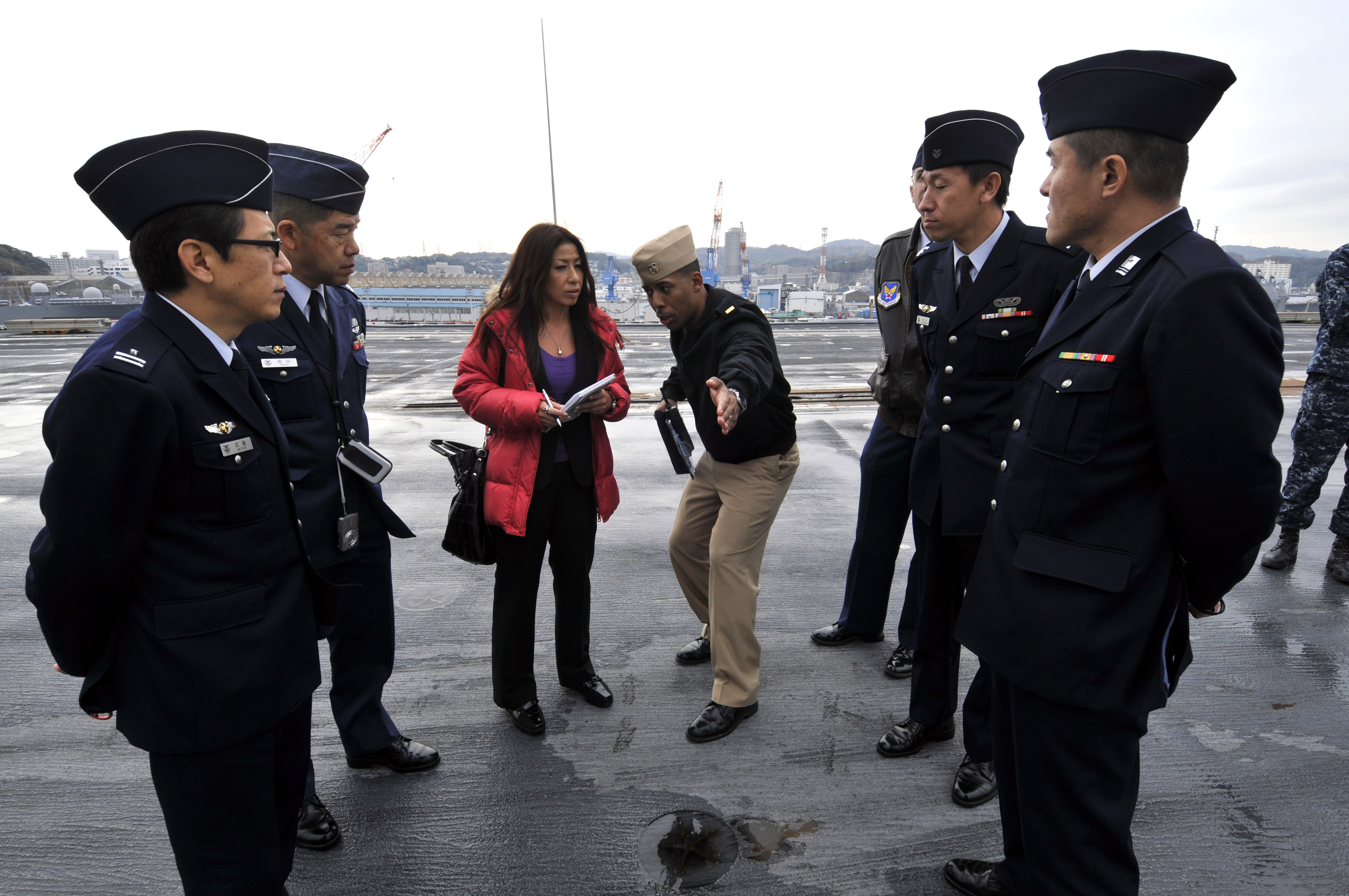
航空自衛隊（2011年）。パイピングの色が幹部（銀色）と曹（紺色）で異なるのが分かる。
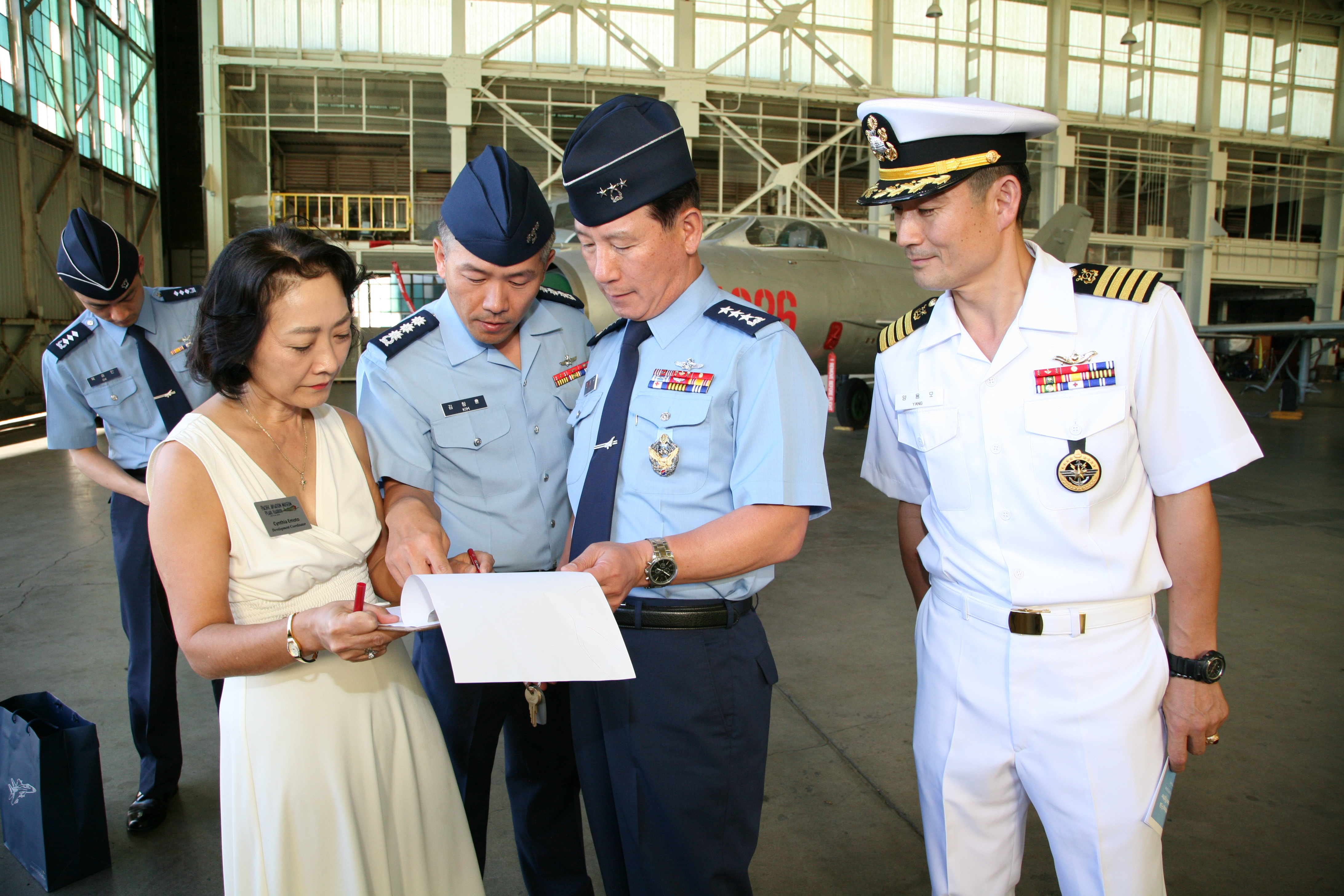
大韓民国空軍（2012年崔且圭（朝鮮語版）中将ら）
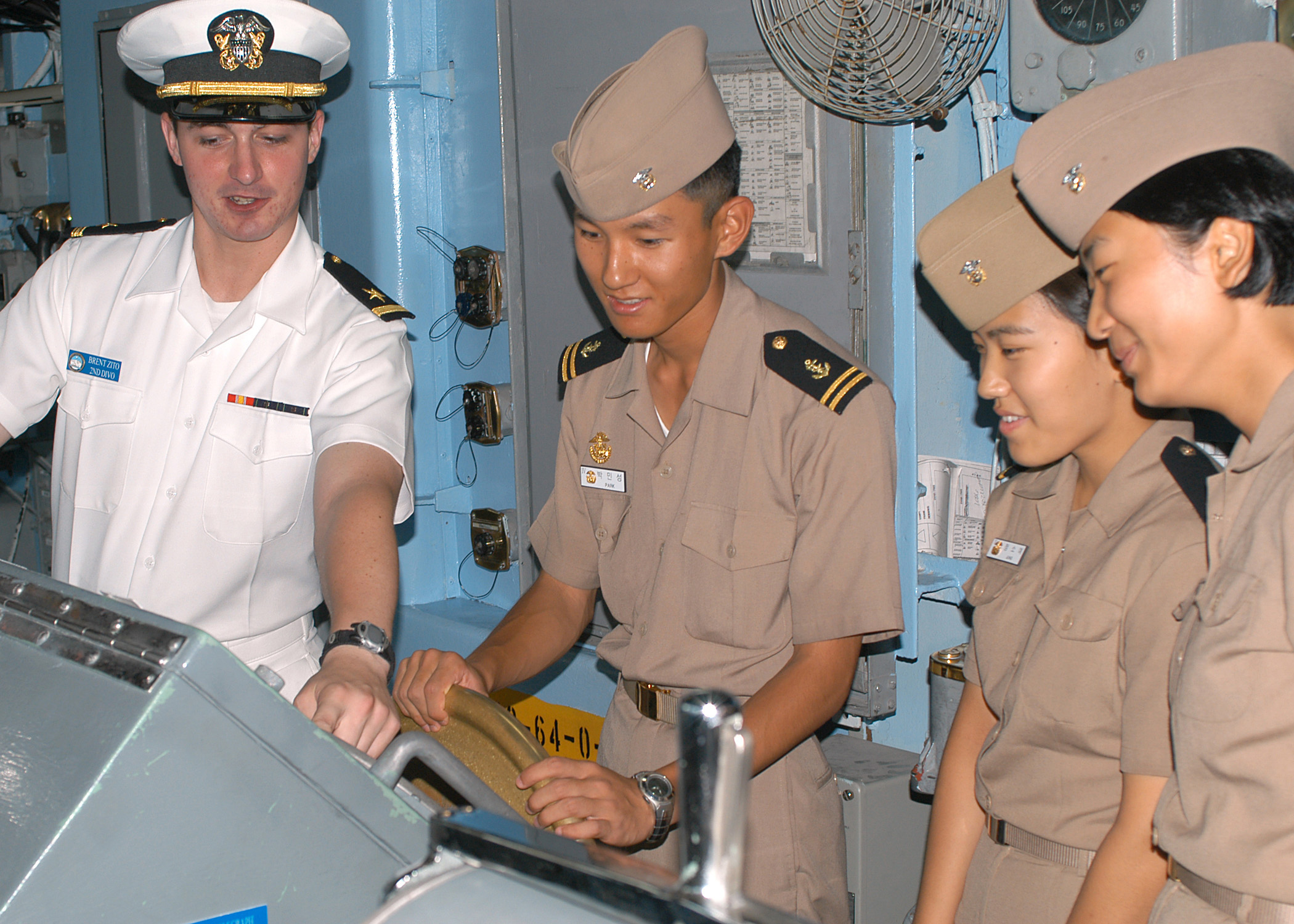
大韓民国海軍（2003年）
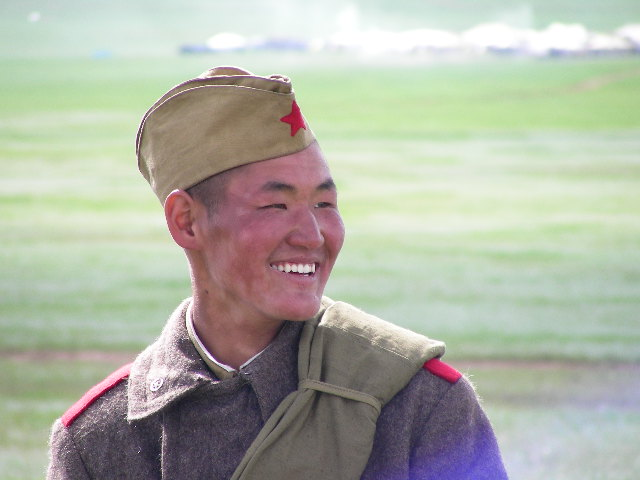
モンゴル軍（2006年7月11日）
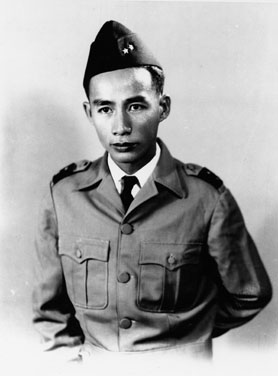
南ベトナム軍
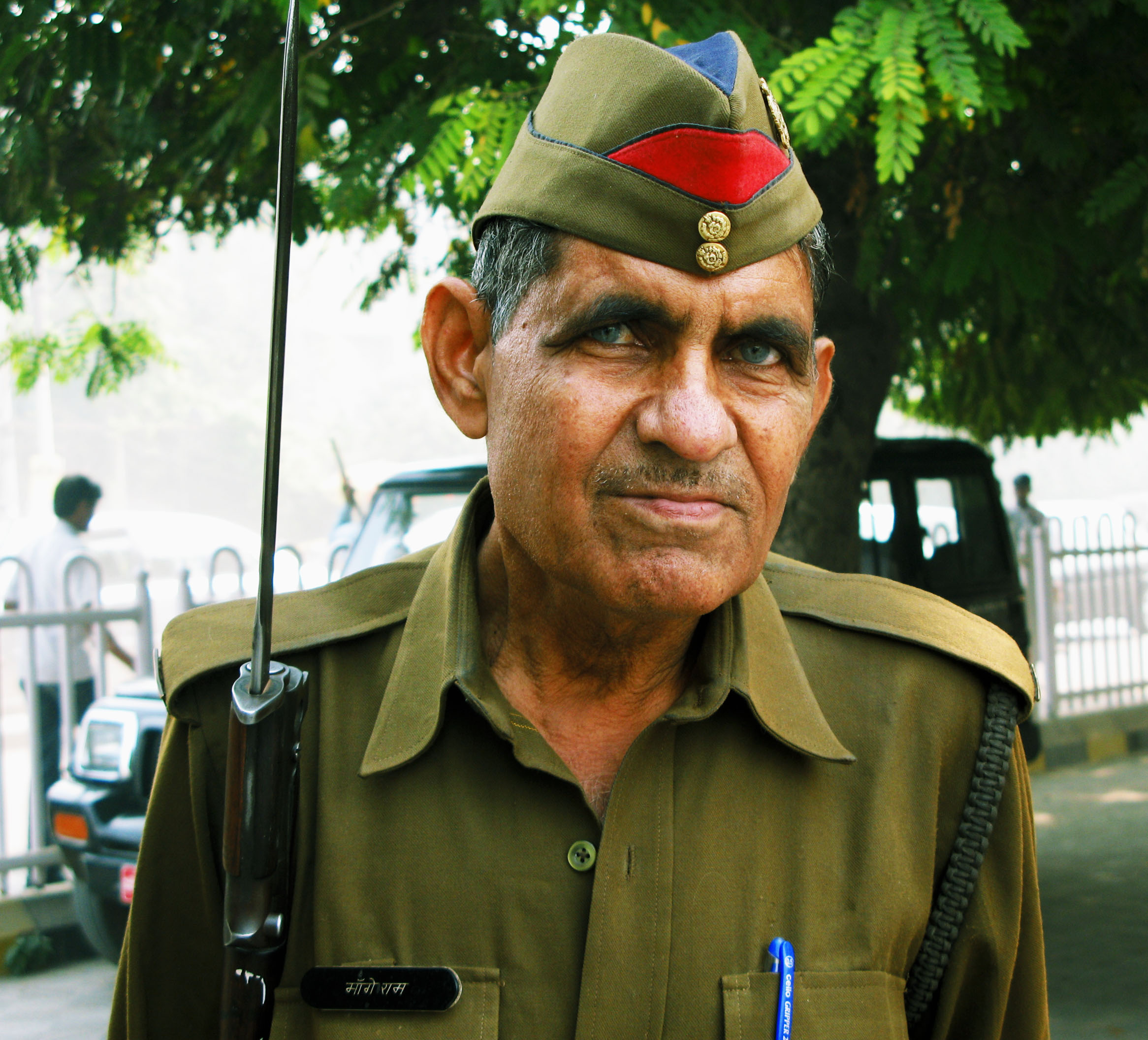
インド・ウッタル・プラデーシュ州警察官
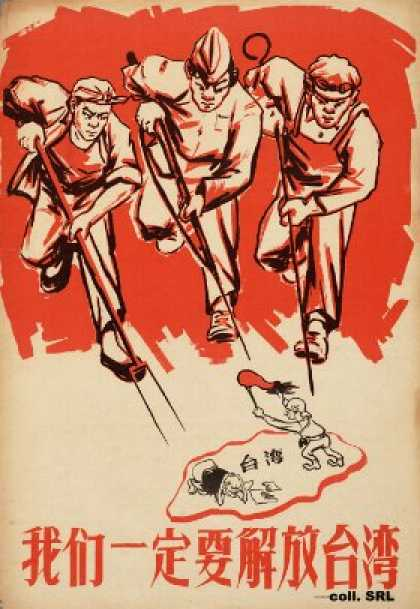
人民解放軍兵士のイラスト。中国では短命に終わった。

### 警察・軍隊以外における使用例

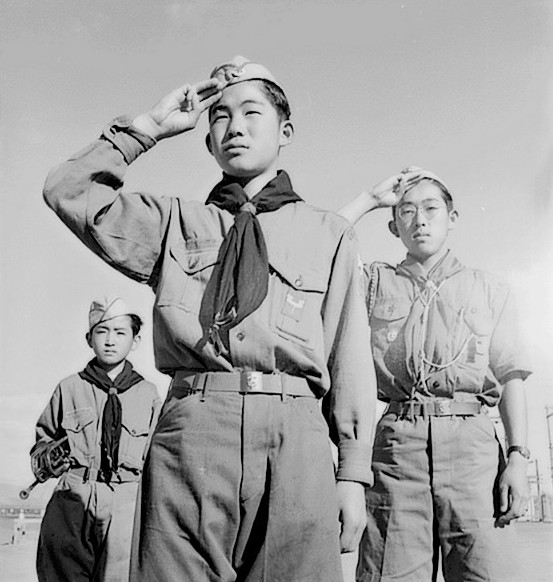
アメリカの日系人ボーイスカウト（1943年）
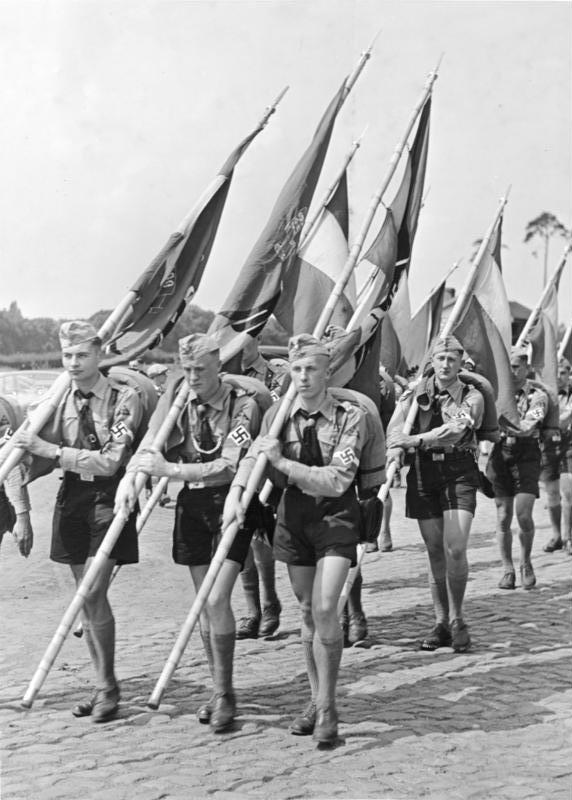
ヒトラー・ユーゲント
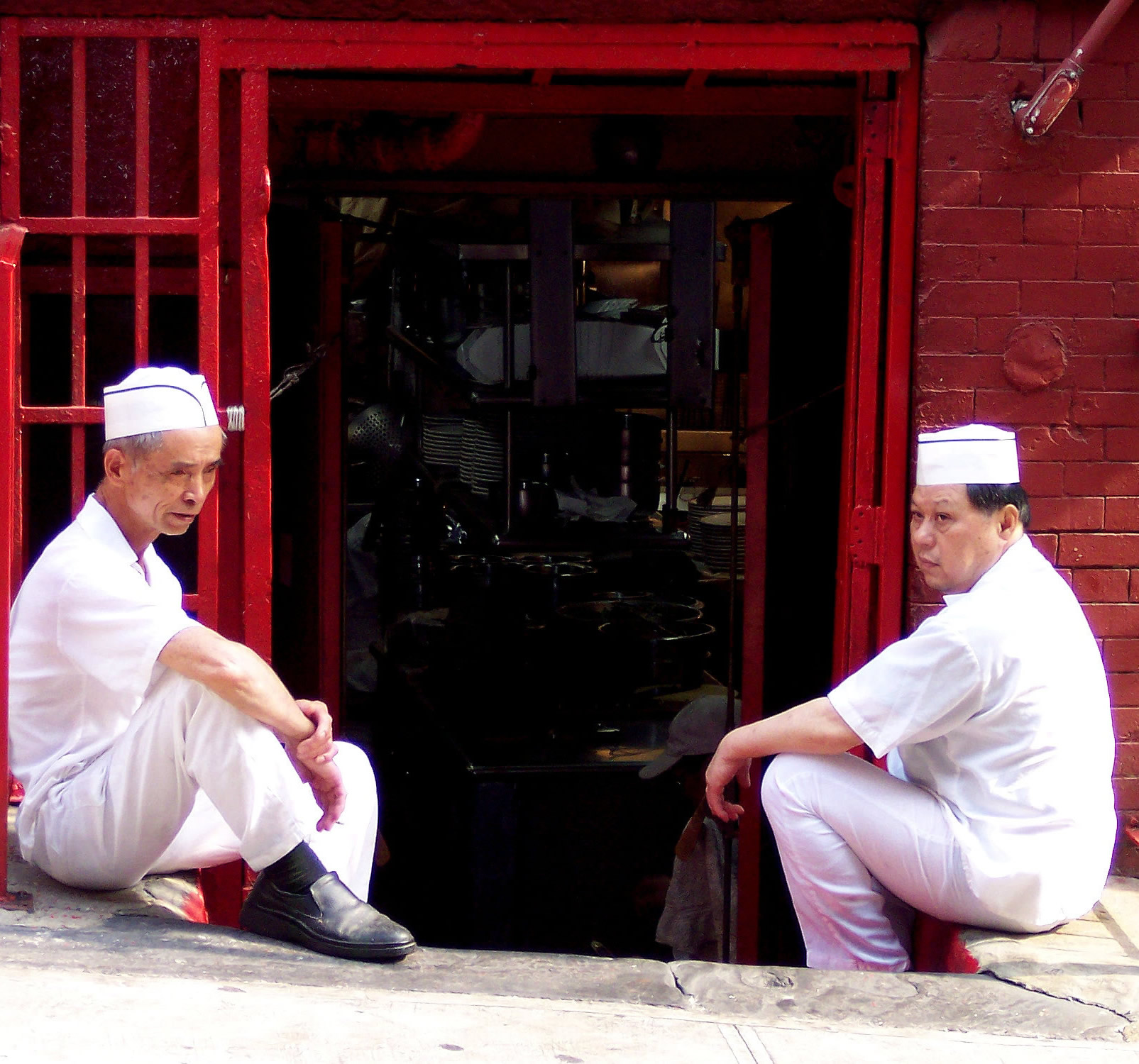
中華料理店の店員ら
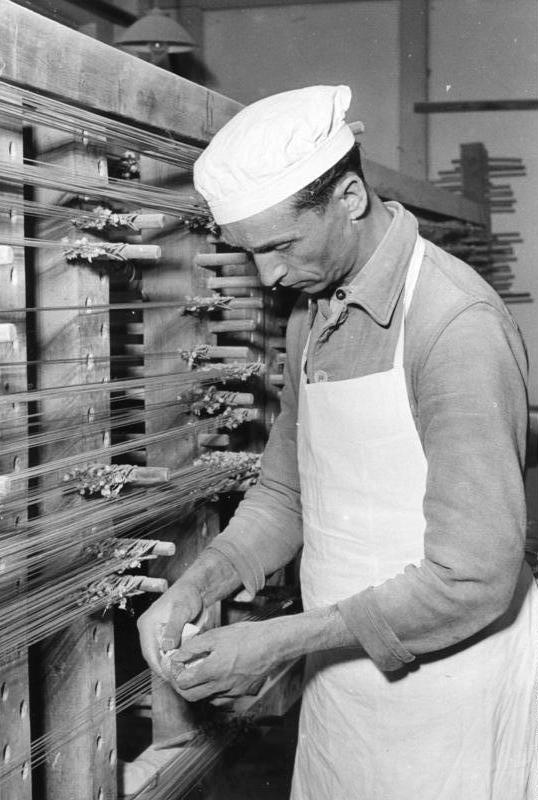
ドイツのギターメーカーHopf社の工場作業員
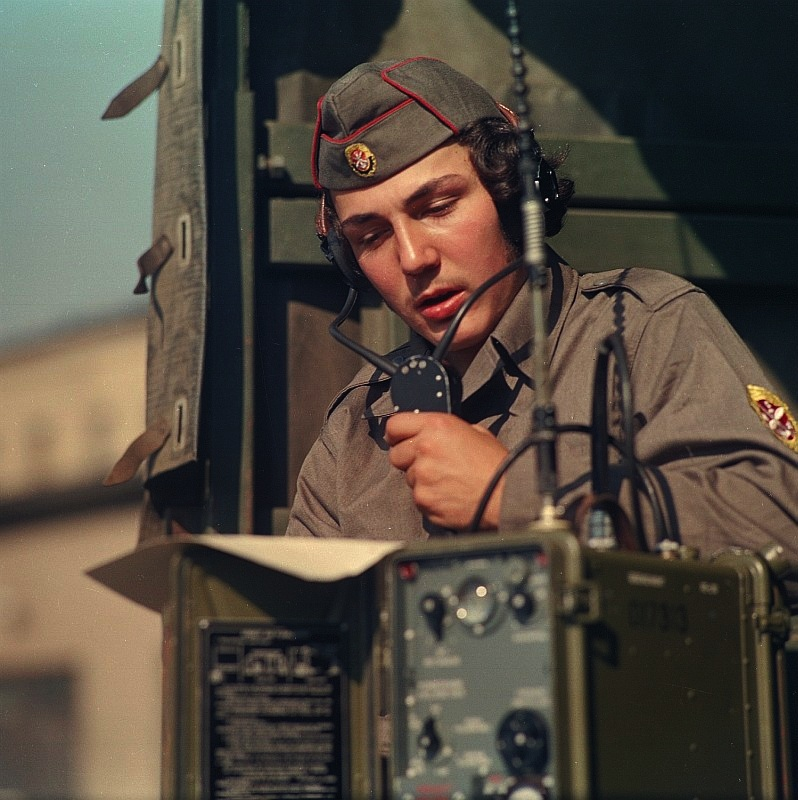
東ドイツスポーツ技術協会（ドイツ語版）会員（1976年）
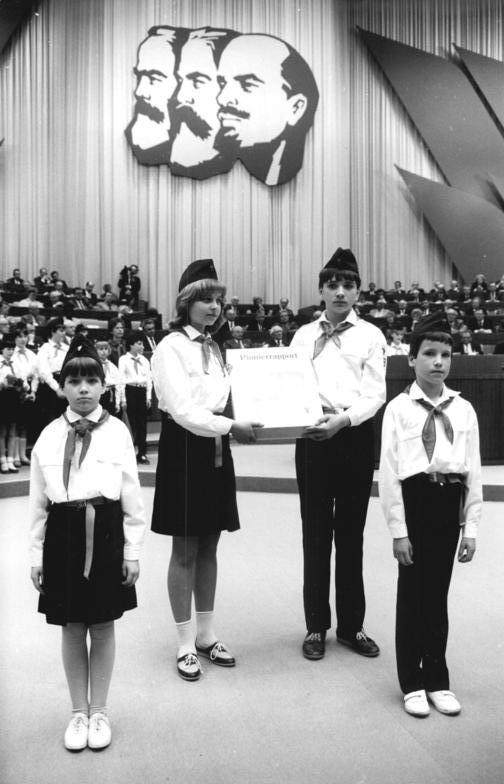
東ドイツのピオネール（1986年）
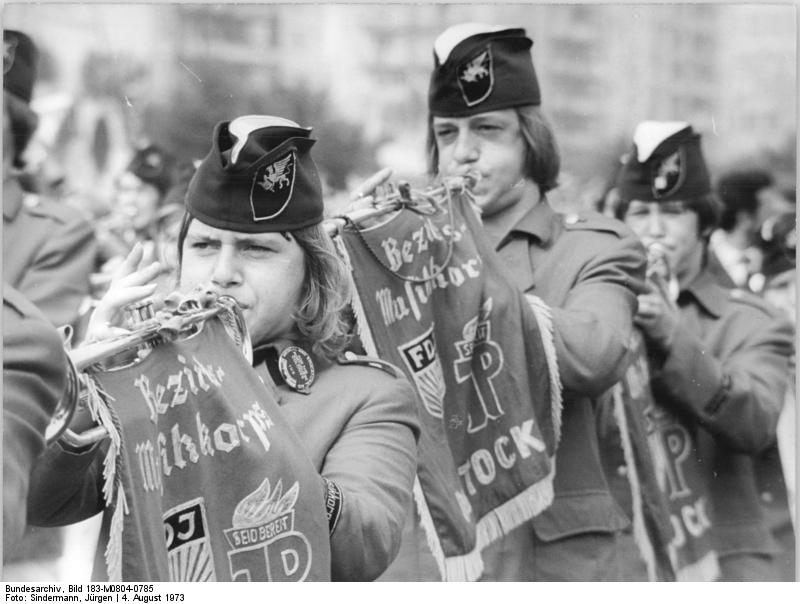
東ドイツで開催された第10回世界青年学生祭典にて（1973年）
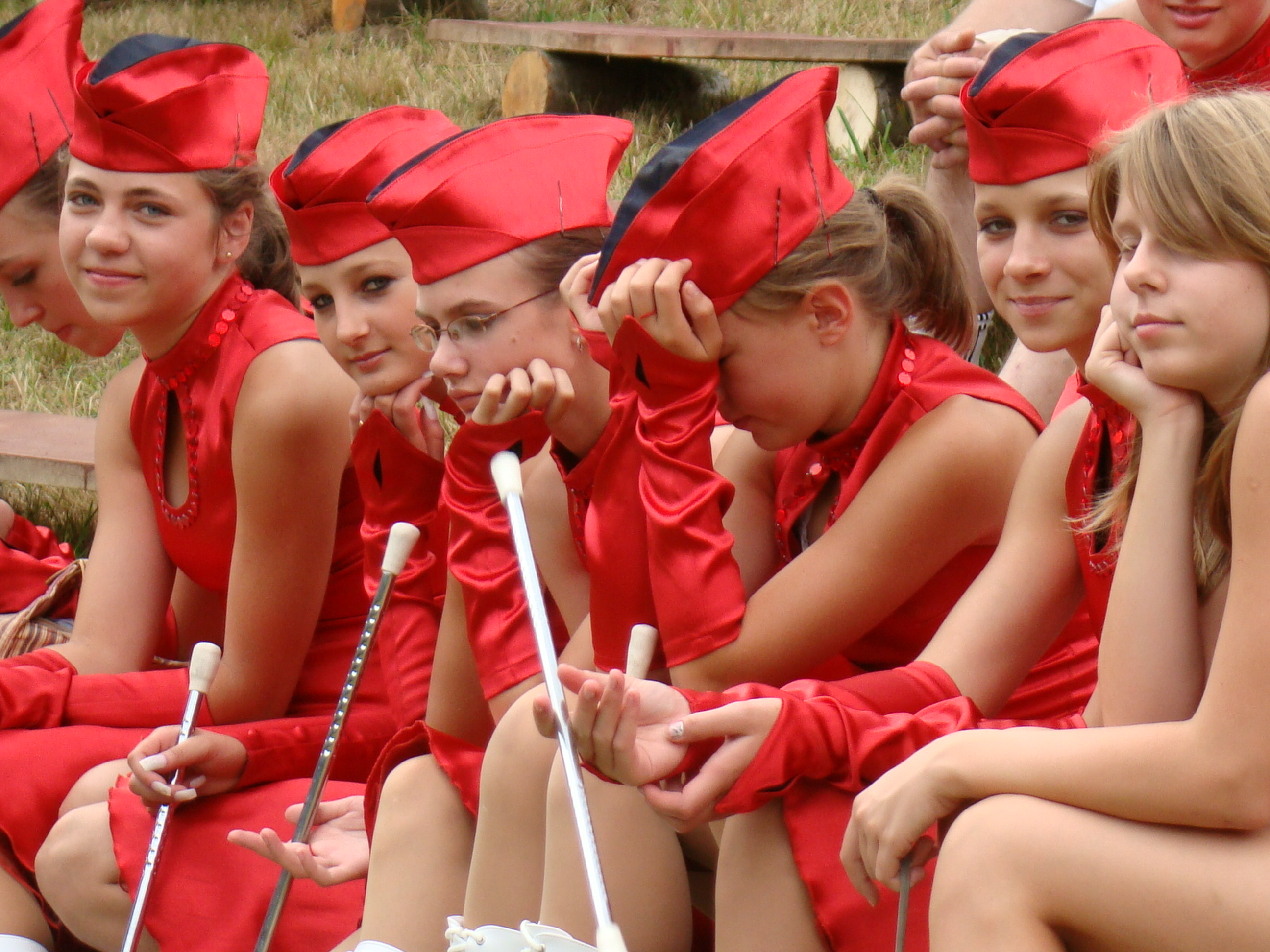
ポーランドのカラーガード（2009年）
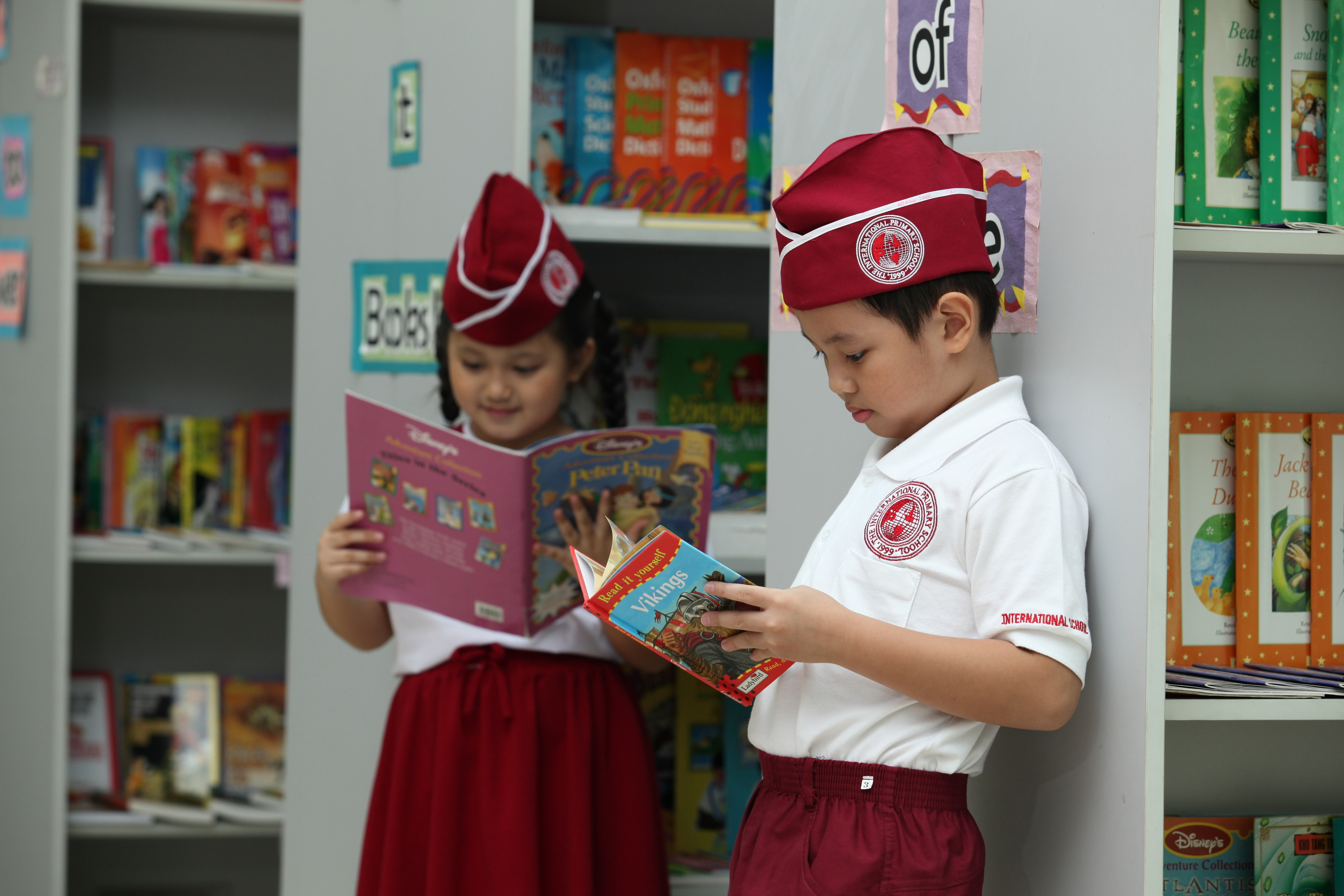
アメリカのベトナム人学校
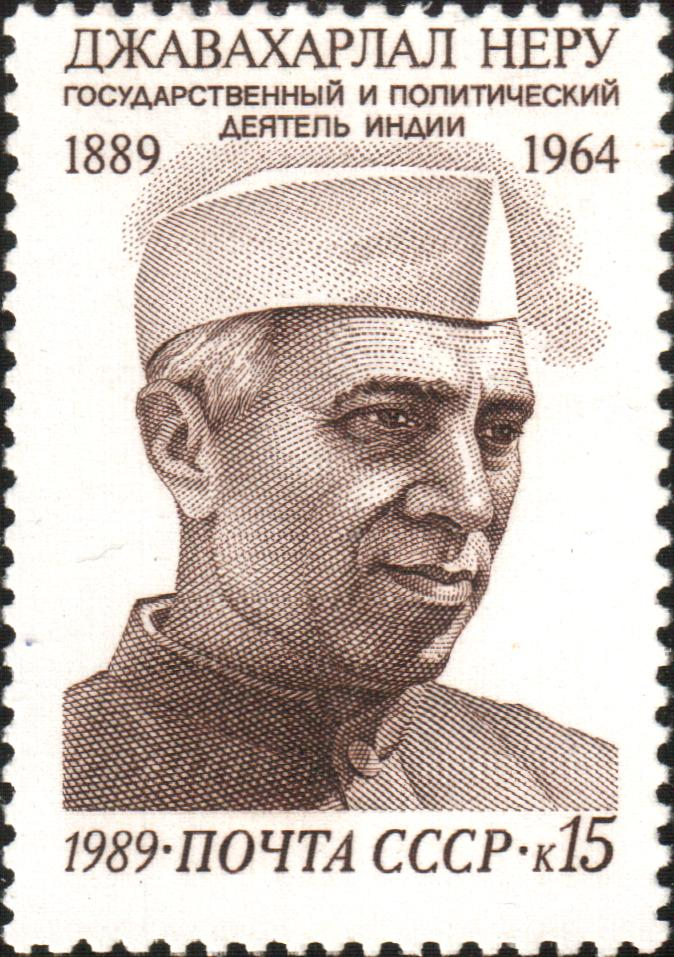
ソ連の郵便切手に描かれたジャワハルラール・ネルー
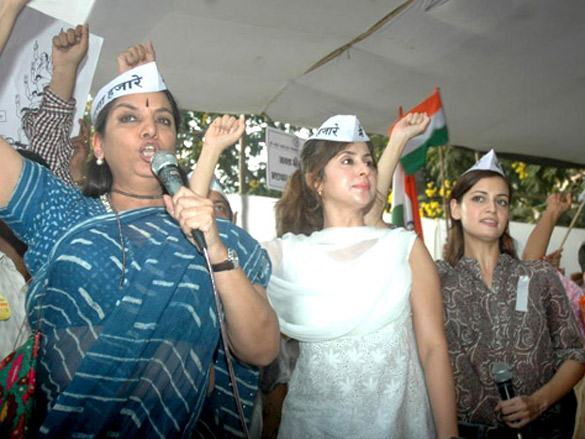
アンナ・ハザレ（英語版）運動を支持するインド女性たち